# Magyarország a 2020. évi nyári olimpiai játékokon
Magyarország a japán Tokióban megrendezett 2020. évi nyári olimpiai játékok egyik részt vevő nemzete volt. Az országot az olimpián 22 sportágban 173 sportoló képviselte, akik összesen 20 érmet szereztek. A magyar küldöttség az érmek számát tekintve legjobb szereplését érte el az 1996-os atlantai olimpia óta.

## Érmesek
| Érem  | Versenyző | Sportág    | Versenyszám              | Dátum        |
| ----- | --- | ---------- | ------------------------ | ------------ |
| Arany | Lőrincz Tamás | Birkózás   | Férfi kötöttfogás, 77 kg | augusztus 3. |
| Arany | Tótka Sándor | Kajak-kenu | Férfi kajak egyes 200 m  | augusztus 5. |
| Arany | Kopasz Bálint | Kajak-kenu | Férfi kajak egyes 1000 m | augusztus 3. |
| Arany | Bodonyi Dóra Csipes Tamara Kárász Anna Kozák Danuta | Kajak-kenu | Női kajak négyes 500 m   | augusztus 7. |
| Arany | Milák Kristóf | Úszás      | Férfi 200 m pillangó     | július 28.   |
| Arany | Szilágyi Áron | Vívás      | Férfi kard, egyén        | július 24.   |
| Ezüst | Lőrincz Viktor | Birkózás   | Férfi kötöttfogás, 87 kg | augusztus 4. |
| Ezüst | Varga Ádám | Kajak-kenu | Férfi kajak egyes 1000 m | augusztus 3. |
| Ezüst | Csipes Tamara | Kajak-kenu | Női kajak egyes 500 m    | augusztus 5. |
| Ezüst | Milák Kristóf | Úszás      | Férfi 100 m pillangó     | július 31.   |
| Ezüst | Rasovszky Kristóf | Úszás      | Férfi 10 km nyílt vízi   | augusztus 5. |
| Ezüst | Berecz Zsombor | Vitorlázás | Férfi finn dingi         | augusztus 3. |
| Ezüst | Siklósi Gergely | Vívás      | Férfi párbajtőr, egyén   | július 25.   |
| Bronz | Tóth Krisztián | Cselgáncs  | Férfi középsúly          | július 28.   |
| Bronz | Kozák Danuta Bodonyi Dóra | Kajak-kenu | Női kajak kettes 500 m   | augusztus 3. |
| Bronz | Hárspataki Gábor | Karate     | Férfi 75 kg              | augusztus 6. |
| Bronz | Kovács Sarolta | Öttusa     | Női egyéni               | augusztus 6. |
| Bronz | Decsi Tamás Gémesi Csanád Szatmári András Szilágyi Áron | Vívás      | Férfi kard, csapat       | július 28.   |
| Bronz | Angyal Dániel Erdélyi Balázs Hárai Balázs Hosnyánszky Norbert Jansik Szilárd Manhercz Krisztián Mezei Tamás Nagy Viktor Pásztor Mátyás Vámos Márton Varga Dénes Vogel Soma Zalánki Gergő        | Vízilabda  | Férfi                    | augusztus 8. |
| Bronz | Gangl Edina Garda Krisztina Gurisatti Gréta Gyöngyössy Anikó Illés Anna Keszthelyi Rita Leimeter Dóra Magyari Alda Parkes Rebecca Rybanska Natasa Szilágyi Dorottya Szűcs Gabriella Vályi Vanda | Vízilabda  | Női                      | augusztus 7. |

| Sport         | 1. helyezett, aranyérmes | 2. helyezett, ezüstérmes | 3. helyezett, bronzérmes | Összesen |
| Asztalitenisz | 0                        | 0                        | 0                        | 0        |
| Atlétika      | 0                        | 0                        | 0                        | 0        |
| Birkózás      | 1                        | 1                        | 0                        | 2        |
| Cselgáncs     | 0                        | 0                        | 1                        | 1        |
| Evezés        | 0                        | 0                        | 0                        | 0        |
| Íjászat       | 0                        | 0                        | 0                        | 0        |
| Kajak-kenu    | 3                        | 2                        | 1                        | 6        |
| Karate        | 0                        | 0                        | 1                        | 1        |
| Kerékpározás  | 0                        | 0                        | 0                        | 0        |
| Kézilabda     | 0                        | 0                        | 0                        | 0        |
| Ökölvívás     | 0                        | 0                        | 0                        | 0        |
| Öttusa        | 0                        | 0                        | 1                        | 1        |
| Sportlövészet | 0                        | 0                        | 0                        | 0        |
| Súlyemelés    | 0                        | 0                        | 0                        | 0        |
| Taekwondo     | 0                        | 0                        | 0                        | 0        |
| Tenisz        | 0                        | 0                        | 0                        | 0        |
| Tollaslabda   | 0                        | 0                        | 0                        | 0        |
| Torna         | 0                        | 0                        | 0                        | 0        |
| Triatlon      | 0                        | 0                        | 0                        | 0        |
| Úszás         | 1                        | 2                        | 0                        | 3        |
| Vitorlázás    | 0                        | 1                        | 0                        | 1        |
| Vívás         | 1                        | 1                        | 1                        | 3        |
| Vízilabda     | 0                        | 0                        | 2                        | 2        |
| Összesen      | 6                        | 7                        | 7                        | 20       |

| Naponként | Naponként    | Naponként                | Naponként                | Naponként                | Naponként | Naponként |
| --------- | ------------ | ------------------------ | ------------------------ | ------------------------ | --------- | --------- |
| Nap       | Dátum        | 1. helyezett, aranyérmes | 2. helyezett, ezüstérmes | 3. helyezett, bronzérmes | Összesen  |           |
| 1. nap    | július 23.   | —                        | —                        | —                        | —         |           |
| 2. nap    | július 24.   | 1                        | 0                        | 0                        | 1         |           |
| 3. nap    | július 25.   | 0                        | 1                        | 0                        | 1         |           |
| 4. nap    | július 26.   | 0                        | 0                        | 0                        | 0         |           |
| 5. nap    | július 27.   | 0                        | 0                        | 0                        | 0         |           |
| 6. nap    | július 28.   | 1                        | 0                        | 2                        | 3         |           |
| 7. nap    | július 29.   | 0                        | 0                        | 0                        | 0         |           |
| 8. nap    | július 30.   | 0                        | 0                        | 0                        | 0         |           |
| 9. nap    | július 31.   | 0                        | 1                        | 0                        | 1         |           |
| 10. nap   | augusztus 1. | 0                        | 0                        | 0                        | 0         |           |
| 11. nap   | augusztus 2. | 0                        | 0                        | 0                        | 0         |           |
| 12. nap   | augusztus 3. | 2                        | 2                        | 1                        | 5         |           |
| 13. nap   | augusztus 4. | 0                        | 1                        | 0                        | 1         |           |
| 14. nap   | augusztus 5. | 1                        | 2                        | 0                        | 3         |           |
| 15. nap   | augusztus 6. | 0                        | 0                        | 2                        | 2         |           |
| 16. nap   | augusztus 7. | 1                        | 0                        | 1                        | 2         |           |
| 17. nap   | augusztus 8. | 0                        | 0                        | 1                        | 1         |           |
| Összesen  |              | 6                        | 7                        | 7                        | 20        |           |

## További magyar pontszerzők

### 4. helyezettek
| Név                           | Sportág      | Versenyszám               | Dátum        |
| ----------------------------- | ------------ | ------------------------- | ------------ |
| Csizmadia Kolos               | Kajak-kenu   | Férfi kajak egyes 200 m   | augusztus 5. |
| Nádas Bence Kopasz Bálint     | Kajak-kenu   | Férfi kajak kettes 1000 m | augusztus 5. |
| Kozák Danuta                  | Kajak-kenu   | Női kajak egyes 500 m     | augusztus 5. |
| Csipes Tamara Medveczky Erika | Kajak-kenu   | Női kajak kettes 500 m    | augusztus 3. |
| Vas Kata Blanka               | Kerékpározás | Női terepverseny          | július 27.   |
| Verrasztó Dávid               | Úszás        | Férfi 400 m vegyes        | július 25.   |
| Kenderesi Tamás               | Úszás        | Férfi 200 m pillangó      | július 28.   |
| Kapás Boglárka                | Úszás        | Női 200 m pillangó        | július 29.   |
| Olasz Anna                    | Úszás        | Női 10 km nyílt vízi      | augusztus 4. |
| Márton Anna                   | Vívás        | Női kard, egyén           | július 26.   |

### 5. helyezettek
| Név                                                         | Sportág       | Versenyszám              | Dátum        |
| ----------------------------------------------------------- | ------------- | ------------------------ | ------------ |
| Szőke Alex                                                  | Birkózás      | Férfi kötöttfogás, 97 kg | augusztus 3. |
| Iszmail Muszukajev                                          | Birkózás      | Férfi szabadfogás, 65 kg | augusztus 7. |
| Pupp Réka                                                   | Cselgáncs     | Női harmatsúly           | július 25.   |
| Balla Virág Takács Kincső                                   | Kajak-kenu    | Női kenu kettes 500 m    | augusztus 7. |
| Péni István                                                 | Sportlövészet | Férfi légpuska           | július 25.   |
| Salim Omar                                                  | Taekwondo     | Férfi légsúly            | július 24.   |
| Hosszú Katinka                                              | Úszás         | Női 400 m vegyes         | július 25.   |
| Bohus Richárd Milák Kristóf Németh Nándor Szabó Szebasztián | Úszás         | Férfi 4 × 100 m gyors    | július 26.   |
| Telegdy Ádám                                                | Úszás         | Férfi 200 m hát          | július 30.   |

### 6. helyezettek
| Név                        | Sportág    | Versenyszám           | Dátum        |
| -------------------------- | ---------- | --------------------- | ------------ |
| Lucz Dóra                  | Kajak-kenu | Női kajak egyes 200 m | augusztus 3. |
| Marosi Ádám                | Öttusa     | Férfi egyéni          | augusztus 7. |
| Mihályvári-Farkas Viktória | Úszás      | Női 400 m vegyes      | július 25.   |

## Eredményesség sportáganként
Az olimpiai pontok számítása a Magyar Olimpiai Bizottság módszere alapján: 1. hely – 7 pont, 2. hely – 5 pont, 3. hely – 4 pont, 4. hely – 3 pont, 5. hely – 2 pont, 6. hely – 1 pont.
| Sportág, szakág | Helyezések száma | Helyezések száma | Helyezések száma | Helyezések száma | Helyezések száma | Helyezések száma | Olimpiai pontok | Indulók száma | Indulók száma | Indulók száma |
| Sportág, szakág |                  |                  |                  | 4.               | 5.               | 6.               | Olimpiai pontok | Férfi         | Nő            | Össz.         |
| --------------- | ---------------- | ---------------- | ---------------- | ---------------- | ---------------- | ---------------- | --------------- | ------------- | ------------- | ------------- |
| Asztalitenisz   | 0                | 0                | 0                | 0                | 0                | 0                | 0               | 2             | 4             | 6             |
| Atlétika        | 0                | 0                | 0                | 0                | 0                | 0                | 0               | 7             | 12            | 19            |
| Birkózás        | 1                | 1                | 0                | 0                | 2                | 0                | 16              | 5             | 1             | 6             |
| Cselgáncs       | 0                | 0                | 1                | 0                | 1                | 0                | 6               | 3             | 4             | 7             |
| Evezés          | 0                | 0                | 0                | 0                | 0                | 0                | 0               | 1             | 0             | 1             |
| Íjászat         | 0                | 0                | 0                | 0                | 0                | 0                | 0               | 1             | 0             | 1             |
| Kajak-kenu      | 3                | 2                | 1                | 4                | 1                | 1                | 50              | 8             | 8             | 16            |
| Karate          | 0                | 0                | 1                | 0                | 0                | 0                | 4               | 1             | 0             | 1             |
| Kerékpározás    | 0                | 0                | 0                | 1                | 0                | 0                | 3               | 2             | 1             | 3             |
| Kézilabda       | 0                | 0                | 0                | 0                | 0                | 0                | 0               | 0             | 17            | 17            |
| Ökölvívás       | 0                | 0                | 0                | 0                | 0                | 0                | 0               | 1             | 0             | 1             |
| Öttusa          | 0                | 0                | 1                | 0                | 0                | 1                | 5               | 2             | 2             | 4             |
| Sportlövészet   | 0                | 0                | 0                | 0                | 1                | 0                | 2               | 2             | 2             | 4             |
| Súlyemelés      | 0                | 0                | 0                | 0                | 0                | 0                | 0               | 1             | 0             | 1             |
| Taekwondo       | 0                | 0                | 0                | 0                | 1                | 0                | 2               | 1             | 0             | 1             |
| Tenisz          | 0                | 0                | 0                | 0                | 0                | 0                | 0               | 0             | 0             | 0             |
| Tollaslabda     | 0                | 0                | 0                | 0                | 0                | 0                | 0               | 1             | 1             | 2             |
| Torna           | 0                | 0                | 0                | 0                | 0                | 0                | 0               | 0             | 2             | 2             |
| Triatlon        | 0                | 0                | 0                | 0                | 0                | 0                | 0               | 2             | 2             | 4             |
| Úszás           | 1                | 2                | 0                | 4                | 3                | 1                | 36              | 21            | 13            | 34            |
| Vitorlázás      | 0                | 1                | 0                | 0                | 0                | 0                | 5               | 2             | 2             | 4             |
| Vívás           | 1                | 1                | 1                | 1                | 0                | 0                | 19              | 5             | 8             | 13            |
| Vízilabda       | 0                | 0                | 2                | 0                | 0                | 0                | 8               | 13            | 13            | 26            |
|                 |                  |                  |                  |                  |                  |                  |                 |               |               |               |
| Összesen        | 6                | 7                | 7                | 10               | 9                | 3                | 156             | 173           | 173           | 173           |

## Asztalitenisz
Kvótaszerzők
| Név                                        | Versenyszám  | Kvótaszerzés dátuma | Kvótaszerzés helye                                  |
| Fazekas Mária Madarász Dóra Pergel Szandra | női csapat   | 2020. január 23.    | Gondomar, Portugália olimpiai kvalifikációs verseny |
| Majoros Bence                              | férfi egyéni | 2021. március 16.   | Doha, Katar olimpiai világselejtező                 |
| Szudi Ádám Pergel Szandra                  | vegyespáros  | 2021. június 1.     | ranglistahelyezés alapján                           |

Férfi
| Versenyző     | Versenyszám | Selejtező         | 64-es főtábla                                | 48-as főtábla                                          | 32-es főtábla     | Nyolcaddöntő      | Negyeddöntő       | Elődöntő          | Döntő             | Helyezés |
| Versenyző     | Versenyszám | Ellenfél Eredmény | Ellenfél Eredmény                            | Ellenfél Eredmény                                      | Ellenfél Eredmény | Ellenfél Eredmény | Ellenfél Eredmény | Ellenfél Eredmény | Ellenfél Eredmény | Helyezés |
| ------------- | ----------- | ----------------- | -------------------------------------------- | ------------------------------------------------------ | ----------------- | ----------------- | ----------------- | ----------------- | ----------------- | -------- |
| Majoros Bence | Egyes       | erőnyerő          | Larbi Bouriah (ALG) · 11–1, 11–5, 11–5, 11–2 | Jonathan Groth (DEN) · 10–12, 10–12, 4–11, 11–3, 10–12 | kiesett           | kiesett           | kiesett           | kiesett           | kiesett           | 33.      |

Női
| Versenyző                                  | Versenyszám | Selejtező         | 64-es főtábla                                     | 48-as főtábla                                      | 32-es főtábla     | Nyolcaddöntő                                                | Negyeddöntő       | Elődöntő          | Döntő             | Helyezés |
| Versenyző                                  | Versenyszám | Ellenfél Eredmény | Ellenfél Eredmény                                 | Ellenfél Eredmény                                  | Ellenfél Eredmény | Ellenfél Eredmény                                           | Ellenfél Eredmény | Ellenfél Eredmény | Ellenfél Eredmény | Helyezés |
| ------------------------------------------ | ----------- | ----------------- | ------------------------------------------------- | -------------------------------------------------- | ----------------- | ----------------------------------------------------------- | ----------------- | ----------------- | ----------------- | -------- |
| Madarász Dóra                              | Egyes       | erőnyerő          | Offiong Edem (NGR) · 8–11, 9–11, 9–11, 11–9, 4–11 | kiesett                                            | kiesett           | kiesett                                                     | kiesett           | kiesett           | kiesett           | 49.      |
| Póta Georgina                              | Egyes       | erőnyerő          | erőnyerő                                          | Rachel Moret (SUI) · 9–11, 12–14, 7–11, 11–7, 9–11 | kiesett           | kiesett                                                     | kiesett           | kiesett           | kiesett           | 33.      |
| Fazekas Mária Madarász Dóra Pergel Szandra | Csapat      |                   |                                                   |                                                    |                   | Japán (JPN) · Miu Hirano · Isikava Kaszumi · Itó Mima · 0–3 | kiesett           | kiesett           | kiesett           | 9.       |

Vegyes
| Versenyző                 | Versenyszám  | Nyolcaddöntő                                                                                          | Negyeddöntő       | Elődöntő          | Döntő             | Helyezés |
| Versenyző                 | Versenyszám  | Ellenfél Eredmény                                                                                     | Ellenfél Eredmény | Ellenfél Eredmény | Ellenfél Eredmény | Helyezés |
| ------------------------- | ------------ | --- | ----------------- | ----------------- | ----------------- | -------- |
| Pergel Szandra Szudi Ádám | Vegyes páros | Hongkong (HKG) · Vóng Can-thing (Wong Chun Ting) · Tou Hój-kam (Doo Hoi Kem) · 6–11, 5–11, 3–11, 9–11 | kiesett           | kiesett           | kiesett           | 9.       |

## Atlétika
Kvótaszerzők
| Név                 | Versenyszám           | Kvótaszerzés dátuma | Kvótaszerzés helye |
| Márton Anita        | női súlylökés         | 2019. május 1.      | Bar                |
| Krizsán Xénia       | hétpróba              | 2019. május 26.     | Götzis             |
| Halász Bence        | kalapácsvetés         | 2019. június 12.    | Bydgoszcz          |
| Gyurátz Réka        | női kalapácsvetés     | 2019. július 27.    | Budapest           |
| Kácser Zita         | női 3000 m akadály    | 2019. augusztus 31. | Budapest           |
| Kozák Luca          | női 100 m gát         | 2021. május 13.     | Savona             |
| Venyercsán Bence    | férfi 50 km gyaloglás | 2021. június 2.     | ranglistahelyezés  |
| Helebrandt Máté     | férfi 50 km gyaloglás | 2021. június 2.     | ranglistahelyezés  |
| Bartha-Kéri Bianka  | női 800 m             | 2021. június 30.    | ranglistahelyezés  |
| Gyürkés Viktória    | női 3000 m akadály    | 2021. június 30.    | ranglistahelyezés  |
| Tóth Lili Anna      | női 3000 m akadály    | 2021. június 30.    | ranglistahelyezés  |
| Nguyen Anasztázia   | női távolugrás        | 2021. június 30.    | ranglistahelyezés  |
| Szilágyi Réka       | női gerelyhajítás     | 2021. június 30.    | ranglistahelyezés  |
| Madarász Viktória   | női 20 km gyaloglás   | 2021. június 30.    | ranglistahelyezés  |
| Kovács Barbara      | női 20 km gyaloglás   | 2021. június 30.    | ranglistahelyezés  |
| Szögi István        | férfi 1500 m          | 2021. június 30.    | ranglistahelyezés  |
| Szűcs Valdó         | férfi 110 m gát       | 2021. június 30.    | ranglistahelyezés  |
| Koroknai Máté       | férfi 400 m gát       | 2021. június 30.    | ranglistahelyezés  |
| Rivasz-Tóth Norbert | férfi gerelyhajítás   | 2021. június 30.    | ranglistahelyezés  |

Férfi
| Versenyző        | Versenyszám     | Előfutam | Előfutam | Előfutam | Elődöntő | Elődöntő | Elődöntő | Döntő   | Döntő    |
| Versenyző        | Versenyszám     | Idő      | Hely.    | Össz.    | Idő      | Hely.    | Össz.    | Idő     | Helyezés |
| ---------------- | --------------- | -------- | -------- | -------- | -------- | -------- | -------- | ------- | -------- |
| Szögi István     | 1500 m          | 3:38,79  | 12.      | 23.      | kiesett  | kiesett  | kiesett  | kiesett | kiesett  |
| Szűcs Valdó      | 110 m gát       | 13,50    | 3.       | 15.      | 13,40    | 4.       | =12.     | kiesett | kiesett  |
| Koroknai Máté    | 400 m gát       | 49,80    | 6.       | 26.      | kiesett  | kiesett  | kiesett  | kiesett | kiesett  |
| Venyercsán Bence | 50 km gyaloglás |          |          |          |          |          |          | 3:59:05 | 20.      |
| Helebrandt Máté  | 50 km gyaloglás |          |          |          |          |          |          | 3:57:53 | 17.      |

| Versenyző           | Versenyszám   | Selejtező | Selejtező | Döntő    | Döntő    |
| Versenyző           | Versenyszám   | Eredmény  | Helyezés  | Eredmény | Helyezés |
| ------------------- | ------------- | --------- | --------- | -------- | -------- |
| Halász Bence        | Kalapácsvetés | 75,39 m   | 14.       | kiesett  | kiesett  |
| Rivasz-Tóth Norbert | Gerelyhajítás | 77,76 m   | 22.       | kiesett  | kiesett  |

Női
| Versenyző          | Versenyszám     | Előfutam     | Előfutam     | Előfutam     | Elődöntő      | Elődöntő      | Elődöntő      | Döntő         | Döntő         |
| Versenyző          | Versenyszám     | Idő          | Hely.        | Össz.        | Idő           | Hely.         | Össz.         | Idő           | Helyezés      |
| ------------------ | --------------- | ------------ | ------------ | ------------ | ------------- | ------------- | ------------- | ------------- | ------------- |
| Bartha-Kéri Bianka | 800 m           | 2:02,82      | 6.           | 33.          | kiesett       | kiesett       | kiesett       | kiesett       | kiesett       |
| Kozák Luca         | 100 m gát       | 12,97        | 3.           | 19.          | nem ért célba | nem ért célba | nem ért célba | kiesett       | kiesett       |
| Kácser Zita        | 3000 m akadály  | 10:43,99     | 13.          | 41.          |               |               |               | kiesett       | kiesett       |
| Gyürkés Viktória   | 3000 m akadály  | Visszalépett | Visszalépett | Visszalépett |               |               |               | kiesett       | kiesett       |
| Tóth Lili Anna     | 3000 m akadály  | 9:30,96      | 7.           | 18.          |               |               |               | kiesett       | kiesett       |
| Madarász Viktória  | 20 km gyaloglás |              |              |              |               |               |               | nem ért célba | nem ért célba |
| Kovács Barbara     | 20 km gyaloglás |              |              |              |               |               |               | 1:41:49       | 46.           |

| Versenyző         | Versenyszám   | Selejtező | Selejtező | Döntő    | Döntő    |
| Versenyző         | Versenyszám   | Eredmény  | Helyezés  | Eredmény | Helyezés |
| ----------------- | ------------- | --------- | --------- | -------- | -------- |
| Nguyen Anasztázia | Távolugrás    | 652 cm    | 16.       | kiesett  | kiesett  |
| Márton Anita      | Súlylökés     | 17,59 m   | 21.       | kiesett  | kiesett  |
| Gyurátz Réka      | Kalapácsvetés | 66,48 m   | 26.       | kiesett  | kiesett  |
| Szilágyi Réka     | Gerelyhajítás | 57,39 m   | 25.       | kiesett  | kiesett  |

| Versenyző     | Versenyszám | 100 m gát | 100 m gát | Magasugrás | Magasugrás | Súlylökés | Súlylökés | 200 m | 200 m | Távolugrás | Távolugrás | Gerelyhajítás | Gerelyhajítás | 800 m   | 800 m | Végeredmény | Végeredmény |
| Versenyző     | Versenyszám | Idő       | Pont      | Eredmény   | Pont       | Eredmény  | Pont      | Idő   | Pont  | Eredmény   | Pont       | Eredmény      | Pont          | Idő     | Pont  | Pont        | Helyezés    |
| ------------- | ----------- | --------- | --------- | ---------- | ---------- | --------- | --------- | ----- | ----- | ---------- | ---------- | ------------- | ------------- | ------- | ----- | ----------- | ----------- |
| Krizsán Xénia | Hétpróba    | 13,58     | 1039      | 174 cm     | 903        | 13,78 m   | 779       | 24,96 | 890   | 588 cm     | 813        | 50,59 m       | 872           | 2:07,65 | 999   | 6295        | 13.         |

## Birkózás
Kvótaszerzők
| Név                | Versenyszám                          | Kvótaszerzés dátuma  | Kvótaszerzés helye                   |
| Lőrincz Viktor     | férfi 87 kg-os kötöttfogású birkózás | 2019. szeptember 15. | Nur-Szultán-i birkózó-világbajnokság |
| Lőrincz Tamás      | férfi 77 kg-os kötöttfogású birkózás | 2019. szeptember 16. | Nur-Szultán-i birkózó-világbajnokság |
| Iszmail Muszukajev | férfi 65 kg-os szabadfogású birkózás | 2019. szeptember 19. | Nur-Szultán-i birkózó-világbajnokság |
| Sastin Marianna    | női 62 kg-os szabadfogású birkózás   | 2019. szeptember 19. | Nur-Szultán-i birkózó-világbajnokság |
| Korpási Bálint     | férfi 67 kg-os kötöttfogású birkózás | 2021. március 20.    | budapesti olimpiai európai selejtező |
| Szőke Alex         | férfi 97 kg-os kötöttfogású birkózás | 2021. május 8.       | szófiai olimpiai világselejtező      |

Férfi
Kötöttfogású
| Versenyző      | Versenyszám | Selejtező         | Nyolcaddöntő                       | Negyeddöntő                | Elődöntő                         | Vigaszág első kör | Vigaszág elődöntő        | Bronz- mérkőzés               | Döntő                       | Helyezés                 |
| Versenyző      | Versenyszám | Ellenfél Eredmény | Ellenfél Eredmény                  | Ellenfél Eredmény          | Ellenfél Eredmény                | Ellenfél Eredmény | Ellenfél Eredmény        | Ellenfél Eredmény             | Ellenfél Eredmény           | Helyezés                 |
| -------------- | ----------- | ----------------- | ---------------------------------- | -------------------------- | -------------------------------- | ----------------- | ------------------------ | ----------------------------- | --------------------------- | ------------------------ |
| Korpási Bálint | 67 kg       | erőnyerő          | Karen Aslanyan (ARM) · 1–1         | kiesett                    | kiesett                          | kiesett           | kiesett                  | kiesett                       | kiesett                     | 12.                      |
| Lőrincz Tamás  | 77 kg       |                   | Zied Ayet Ikram (MAR) · nem indult | Jabiku Sóhei (JPN) · 3–1   | Mohammadali Garadzsi (IRI) · 6–5 |                   |                          |                               | Akzsol Mahmudov (KGZ) · 2–1 | 1. helyezett, aranyérmes |
| Lőrincz Viktor | 87 kg       |                   | Atabek Aziszbekov (KGZ) · 6–1      | Denis Kudla (GER) · 1–1    | Mohamed Metwally (EGY) · 9–2     |                   |                          |                               | Zsan Belenyuk (UKR) · 1–5   | 2. helyezett, ezüstérmes |
| Szőke Alex     | 97 kg       |                   | Artur Omarov (CZE) · 3–1           | Musza Jevlojev (ROC) · 2–6 |                                  |                   | Giorgi Melia (GEO) · 5–1 | Tadeusz Michalik (POL) · 0–10 |                             | 5.                       |

Szabadfogású
| Versenyző          | Versenyszám | Nyolcaddöntő                   | Negyeddöntő                | Elődöntő          | Vigaszág elődöntő               | Bronz- mérkőzés                 | Döntő             | Helyezés |
| Versenyző          | Versenyszám | Ellenfél Eredmény              | Ellenfél Eredmény          | Ellenfél Eredmény | Ellenfél Eredmény               | Ellenfél Eredmény               | Ellenfél Eredmény | Helyezés |
| ------------------ | ----------- | ------------------------------ | -------------------------- | ----------------- | ------------------------------- | ------------------------------- | ----------------- | -------- |
| Iszmail Muszukajev | 65 kg       | Agustín Destribats (ARG) · 9–6 | Otoguro Takuto (JPN) · 1–4 |                   | Tömör-Ochiryn Tulga (MGL) · 4–2 | Gadzsimurad Rasidov (ROC) · 0–5 |                   | 5.       |

Női
Szabadfogású
| Versenyző       | Versenyszám | Nyolcaddöntő              | Negyeddöntő       | Elődöntő          | Vigaszág elődöntő | Bronz- mérkőzés   | Döntő             | Helyezés |
| Versenyző       | Versenyszám | Ellenfél Eredmény         | Ellenfél Eredmény | Ellenfél Eredmény | Ellenfél Eredmény | Ellenfél Eredmény | Ellenfél Eredmény | Helyezés |
| --------------- | ----------- | ------------------------- | ----------------- | ----------------- | ----------------- | ----------------- | ----------------- | -------- |
| Sastin Marianna | 62 kg       | Incze Kriszta (ROU) · 1–3 | kiesett           | kiesett           | kiesett           | kiesett           | kiesett           | 13.      |

## Cselgáncs
Kvótaszerzők
| Név              | Versenyszám  | Kvótaszerzés dátuma | Kvótaszerzés helye |
| Ungvári Attila   | férfi 81 kg  | 2021. június 22.    | ranglista          |
| Tóth Krisztián   | férfi 90 kg  | 2021. június 22.    | ranglista          |
| Cirjenics Miklós | férfi 100 kg | 2021. június 22.    | ranglista          |
| Csernoviczki Éva | női 49 kg    | 2021. június 22.    | ranglista          |
| Pupp Réka        | női 52 kg    | 2021. június 22.    | ranglista          |
| Karakas Hedvig   | női 57 kg    | 2021. június 22.    | ranglista          |
| Özbas Szofi      | női 63 kg    | 2021. június 22.    | ranglista          |

Férfi
| Versenyző        | Versenyszám  | Selejtező                            | 32-es főtábla                                | Nyolcaddöntő                        | Negyeddöntő                        | Elődöntő          | Vigaszág elődöntő                   | Bronz- mérkőzés                       | Döntő             | Helyezés                 |
| Versenyző        | Versenyszám  | Ellenfél Eredmény                    | Ellenfél Eredmény                            | Ellenfél Eredmény                   | Ellenfél Eredmény                  | Ellenfél Eredmény | Ellenfél Eredmény                   | Ellenfél Eredmény                     | Ellenfél Eredmény | Helyezés                 |
| ---------------- | ------------ | ------------------------------------ | -------------------------------------------- | ----------------------------------- | ---------------------------------- | ----------------- | ----------------------------------- | ------------------------------------- | ----------------- | ------------------------ |
| Ungvári Attila   | Váltósúly    | Mohamed Abdelaal (EGY) · 00(3)–10(2) | kiesett                                      | kiesett                             | kiesett                            | kiesett           | kiesett                             | kiesett                               | kiesett           | 32.                      |
| Tóth Krisztián   | Középsúly    | erőnyerő                             | Popole Misenga (ROT) · 10(0)–00(2)           | Mukai Sóicsiró (JPN) · 10(1)–00(1)  | Eduard Trippel (GER) · 00(0)–01(1) |                   | Noël van 't End (NED) · 01(2)–00(1) | Mihail Igolnyikov (ROC) · 01(2)–00(1) |                   | 3. helyezett, bronzérmes |
| Cirjenics Miklós | Félnehézsúly |                                      | Jevgēņijs Borodavko (LAT) · 10(0)–nem indult | Nyijaz Iljaszov (ROC) · 00(2)–10(1) | kiesett                            | kiesett           | kiesett                             | kiesett                               | kiesett           | 9.                       |

Női
| Versenyző        | Versenyszám | 32-es főtábla                         | Nyolcaddöntő                          | Negyeddöntő                         | Elődöntő          | Vigaszág elődöntő                | Bronz- mérkőzés                      | Döntő             | Helyezés |
| Versenyző        | Versenyszám | Ellenfél Eredmény                     | Ellenfél Eredmény                     | Ellenfél Eredmény                   | Ellenfél Eredmény | Ellenfél Eredmény                | Ellenfél Eredmény                    | Ellenfél Eredmény | Helyezés |
| ---------------- | ----------- | ------------------------------------- | ------------------------------------- | ----------------------------------- | ----------------- | -------------------------------- | ------------------------------------ | ----------------- | -------- |
| Csernoviczki Éva | Légsúly     | Shushila Likmabam (IND) · 10(1)–00(1) | Tonaki Fúna (JPN) · 00(0)–10(0)       | kiesett                             | kiesett           | kiesett                          | kiesett                              | kiesett           | 9.       |
| Pupp Réka        | Harmatsúly  | Majlinda Kelmendi (KOS) · 01(1)–00(2) | Angelica Delgado (USA) · 10(0)–00(0)  | Fabienne Kocher (SUI) · 00(0)–10(0) |                   | Park Da-szol (KOR) · 01(0)–00(0) | Odette Giuffrida (ITA) · 00(1)–10(0) |                   | 5.       |
| Karakas Hedvig   | Könnyűsúly  | Julia Kowalczyk (POL) · 00(1)–01(1)   | kiesett                               | kiesett                             | kiesett           | kiesett                          | kiesett                              | kiesett           | 17.      |
| Özbas Szofi      | Váltósúly   | Martyna Trajdos (GER) · 01(2)–00(1)   | Maria Centracchio (ITA) · 00(2)–11(0) | kiesett                             | kiesett           | kiesett                          | kiesett                              | kiesett           | 9.       |

## Evezés
Kvótaszerzők
| Név                       | Versenyszám  | Kvótaszerzés dátuma | Kvótaszerzés helye                 |
| Pétervári-Molnár Bendegúz | férfi egypár | 2021. április 8.    | Varese, európai olimpiai selejtező |

Férfi
| Versenyző                 | Versenyszám  | Előfutam | Előfutam | Vigaszág | Vigaszág | Negyeddöntő | Negyeddöntő | Elődöntő | Elődöntő | Elődöntő | Döntő | Döntő   | Döntő | Helyezés |
| Versenyző                 | Versenyszám  | Idő      | Hely.    | Idő      | Hely.    | Idő         | Hely.       | Típus    | Idő      | Hely.    | Típus | Idő     | Hely. | Helyezés |
| ------------------------- | ------------ | -------- | -------- | -------- | -------- | ----------- | ----------- | -------- | -------- | -------- | ----- | ------- | ----- | -------- |
| Pétervári-Molnár Bendegúz | Egypárevezős | 7:04,42  | 2.       | erőnyerő | erőnyerő | 7:24,63     | 2.          | A/B      | 6:59,08  | 5.       | B     | 6:50,45 | 4.    | 10.      |

## Íjászat
Kvótaszerzők
| Név           | Versenyszám  | Kvótaszerzés dátuma | Kvótaszerzés helye      |
| Balogh Mátyás | férfi egyéni | 2021. június 21.    | Párizs, pótkvalifikáció |

Férfi
| Versenyző     | Versenyszám | Selejtező | Selejtező | 64-es főtábla                             | 32-es főtábla     | Nyolcaddöntő      | Negyeddöntő       | Elődöntő          | Döntő             | Helyezés |
| Versenyző     | Versenyszám | Pont      | Kiemelt   | Ellenfél Eredmény                         | Ellenfél Eredmény | Ellenfél Eredmény | Ellenfél Eredmény | Ellenfél Eredmény | Ellenfél Eredmény | Helyezés |
| ------------- | ----------- | --------- | --------- | ----------------------------------------- | ----------------- | ----------------- | ----------------- | ----------------- | ----------------- | -------- |
| Balogh Mátyás | Egyéni      | 632       | 61.       | Kim Udzsin (Kim Woo-jin) (KOR) (4.) · 0–6 | kiesett           | kiesett           | kiesett           | kiesett           | kiesett           | 33.      |

## Kajak-kenu

### Gyorsasági
Kvótaszerzők
| Név                                                         | Versenyszám    | Kvótaszerzés dátuma | Kvótaszerzés helye                                     |
| Lucz Dóra                                                   | női K1 200m    | 2019. augusztus 24. | Szeged, 2019-es gyorsasági kajak-kenu világbajnokság   |
| Kopasz Bálint                                               | férfi K1 1000m | 2019. augusztus 24. | Szeged, 2019-es gyorsasági kajak-kenu világbajnokság   |
| Balla Virág Devecseriné Takács Kincső                       | női C2 500m    | 2019. augusztus 25. | Szeged, 2019-es gyorsasági kajak-kenu világbajnokság   |
| Kozák Danuta                                                | női K1 500m    | 2019. augusztus 25. | Szeged, 2019-es gyorsasági kajak-kenu világbajnokság   |
| Bodonyi Dóra Csipes Tamara Gazsó Alida Dóra Medveczky Erika | női K4 500m    | 2019. augusztus 25. | Szeged, 2019-es gyorsasági kajak-kenu világbajnokság   |
| Birkás Balázs Kuli István Nádas Bence Tótka Sándor          | férfi K4 500m  | 2019. augusztus 25. | Szeged, 2019-es gyorsasági kajak-kenu világbajnokság   |
| visszaosztott kvóta                                         | női C1 200m    | 2021. április 30.   |                                                        |
| Béke Kornél Varga Ádám                                      | férfi K2 1000m | 2021. május 13.     | Szeged, olimpiai pótkvalifikációs kajak-kenu versenyen |
| Adolf Balázs Fejes Dániel                                   | férfi C2 1000m | 2021. május 13.     | Szeged, olimpiai pótkvalifikációs kajak-kenu versenyen |

Férfi
| Versenyző                                            | Versenyszám         | Előfutam | Előfutam | Előfutam | Negyeddöntő | Negyeddöntő | Negyeddöntő | Elődöntő      | Elődöntő      | Elődöntő      | Döntő   | Döntő    | Döntő    | Helyezés                 |
| Versenyző                                            | Versenyszám         | Idő      | Hely.    | Össz.    | Idő         | Hely.       | Össz.       | Idő           | Hely.         | Össz.         | Típus   | Idő      | Helyezés | Helyezés                 |
| ---------------------------------------------------- | ------------------- | -------- | -------- | -------- | ----------- | ----------- | ----------- | ------------- | ------------- | ------------- | ------- | -------- | -------- | ------------------------ |
| Tótka Sándor                                         | Kajak egyes 200 m   | 35,070   | 1.       | 9.       | erőnyerő    | erőnyerő    | erőnyerő    | 35,114        | 1.            | 3.            | A       | 35,035   | 1.       | 1. helyezett, aranyérmes |
| Csizmadia Kolos                                      | Kajak egyes 200 m   | 34,442   | 1.       | 1.       | erőnyerő    | erőnyerő    | erőnyerő    | 35,099        | 1.            | 1.            | A       | 35,317   | 4.       | 4.                       |
| Béke Kornél Nádas Bence Csizmadia Kolos Tótka Sándor | Kajak négyes 500 m  | 1:34,274 | 5.       | 11.      | 1:23,727    | 1.          | 1.          | 1:24,918      | 3.            | 8.            | A       | 1:25,068 | 7.       | 7.                       |
| Varga Ádám                                           | Kajak egyes 1000 m  | 3:39,650 | 2.       | 5.       | erőnyerő    | erőnyerő    | erőnyerő    | 3:23,634      | 2.            | 2.            | A       | 3:22,431 | 2.       | 2. helyezett, ezüstérmes |
| Kopasz Bálint                                        | Kajak egyes 1000 m  | 3:39,084 | 1.       | 2.       | erőnyerő    | erőnyerő    | erőnyerő    | 3:24,558      | 1.            | 3.            | A       | 3:20,643 | 1.       | 1. helyezett, aranyérmes |
| Béke Kornél Varga Ádám                               | Kajak kettes 1000 m | 3:26,732 | 4.       | 13.      | 3:15,225    | 3.          | 7.          | 3:20,197      | 5.            | 9.            | B       | 3:24,223 | 4.       | 12.                      |
| Nádas Bence Kopasz Bálint                            | Kajak kettes 1000 m | 3:11,877 | 1.       | 5.       | erőnyerő    | erőnyerő    | erőnyerő    | 3:18,316      | 2.            | 6.            | A       | 3:24,223 | 4.       | 4.                       |
| Adolf Balázs                                         | Kenu egyes 1000 m   | 4:01,665 | 2.       | 3.       | erőnyerő    | erőnyerő    | erőnyerő    | 4:09,177      | 5.            | 10.           | B       | 4:07,613 | 7.       | 15.                      |
| Fejes Dániel                                         | Kenu egyes 1000 m   | 4:34,000 | 6.       | 24.      | 4:21,847    | 5.          | 15.         | kiesett       | kiesett       | kiesett       | kiesett | kiesett  | kiesett  | 25.                      |
| Adolf Balázs Fejes Dániel                            | Kenu kettes 1000 m  | 3:53,964 | 7.       | 10.      | 3:53,559    | 4.          | 7.          | nem jutott be | nem jutott be | nem jutott be | B       | 3:32,076 | 3.       | 11.                      |

Női
| Versenyző                                           | Versenyszám        | Előfutam | Előfutam | Előfutam | Negyeddöntő | Negyeddöntő | Negyeddöntő | Elődöntő | Elődöntő | Elődöntő | Döntő | Döntő    | Döntő    | Helyezés                 |
| Versenyző                                           | Versenyszám        | Idő      | Hely.    | Össz.    | Idő         | Hely.       | Össz.       | Idő      | Hely.    | Össz.    | Típus | Idő      | Helyezés | Helyezés                 |
| --------------------------------------------------- | ------------------ | -------- | -------- | -------- | ----------- | ----------- | ----------- | -------- | -------- | -------- | ----- | -------- | -------- | ------------------------ |
| Lucz Dóra                                           | Kajak egyes 200 m  | 41,098   | 1.       | 3.       | erőnyerő    | erőnyerő    | erőnyerő    | 39,713   | 1.       | 7.       | A     | 39,442   | 6.       | 6.                       |
| Kárász Anna                                         | Kajak egyes 200 m  | 41,127   | 2.       | 6.       | erőnyerő    | erőnyerő    | erőnyerő    | 40,724   | 8.       | 15.      | B     | 41,242   | 7.       | 16.                      |
| Kozák Danuta                                        | Kajak egyes 500 m  | 1:48,730 | 1.       | 6.       | erőnyerő    | erőnyerő    | erőnyerő    | 1:52,016 | 1.       | 4.       | A     | 1:53,414 | 4.       | 4.                       |
| Csipes Tamara                                       | Kajak egyes 500 m  | 1:48,790 | 1.       | 9.       | erőnyerő    | erőnyerő    | erőnyerő    | 1:51,698 | 1.       | 2.       | A     | 1:51,855 | 2.       | 2. helyezett, ezüstérmes |
| Kozák Danuta Bodonyi Dóra                           | Kajak kettes 500 m | 1:45,735 | 1.       | 8.       | erőnyerő    | erőnyerő    | erőnyerő    | 1:37,912 | 1.       | 5.       | A     | 1:36,867 | 3.       | 3. helyezett, bronzérmes |
| Csipes Tamara Medveczky Erika                       | Kajak kettes 500 m | 1:42,776 | 1.       | 1.       | erőnyerő    | erőnyerő    | erőnyerő    | 1:38,446 | 2.       | 6.       | A     | 1:37,114 | 4.       | 4.                       |
| Kárász Anna Kozák Danuta Csipes Tamara Bodonyi Dóra | Kajak négyes 500 m | 1:33,335 | 1.       | 1.       | erőnyerő    | erőnyerő    | erőnyerő    | 1:36,529 | 1.       | 3.       | A     | 1:35,463 | 1.       | 1. helyezett, aranyérmes |
| Takács Kincső                                       | Kenu egyes 200 m   | 47,977   | 2.       | 19.      | erőnyerő    | erőnyerő    | erőnyerő    | 49,178   | 8.       | 15.      | B     | 48,921   | 6.       | 14.                      |
| Balla Virág                                         | Kenu egyes 200 m   | 46,852   | 3.       | 10.      | 46,218      | 1.          | 3.          | 48,257   | 6.       | 11.      | B     | 47,560   | 1.       | 9.                       |
| Balla Virág Takács Kincső                           | Kenu kettes 500 m  | 2:02,344 | 2.       | 5.       | erőnyerő    | erőnyerő    | erőnyerő    | 2:04,545 | 3.       | 5.       | A     | 2:00,289 | 5.       | 5.                       |

### Szlalom
Kvótaszerzők
| Név          | Versenyszám | Kvótaszerzés dátuma | Kvótaszerzés helye |
| Schmid Julia | női C1      | 2021. május 14.     | maradék kvóta      |

 megjegyzés: A kvótákat az ország kapja, nem névre szólóak. Schmid Julia utólag visszalépett az olimpiai részvételtől, miután nem oltatta be magát a Magyar Olimpiai Bizottság által az olimpikonok számára július 9-én kötelezővé tett koronavírus elleni védőoltással.

## Karate
| Név              | Versenyszám          | Kvótaszerzés dátuma | Kvótaszerzés helye            |
| Hárspataki Gábor | férfi küzdelem 75 kg | 2021. június 12.    | Párizs, kvalifikációs verseny |

Férfi
| Versenyző        | Versenyszám | Csoportkör | Csoportkör | Elődöntő                   | Döntő             | Helyezés                 |
| Versenyző        | Versenyszám | Ellenfél Eredmény | Hely.      | Ellenfél Eredmény          | Ellenfél Eredmény | Helyezés                 |
| ---------------- | ----------- | --- | ---------- | -------------------------- | ----------------- | ------------------------ |
| Hárspataki Gábor | 75 kg       | A csoport · Abdalla Abdelaziz (EGY) · 2(s)–2 · Thomas Scott (USA) · 3–8 · Sztanyiszlav Horuna (UKR) · 0–0 · Ken Nishimura (JPN) · 3–1 | 1.         | Rafael Aghayev (AZE) · 0–7 | kiesett           | 3. helyezett, bronzérmes |

## Kerékpározás

### Országúti kerékpározás
Kvótaszerzők
| Név           | Versenyszám                | Kvótaszerzés dátuma | Kvótaszerzés helye      |
| Valter Attila | férfi egyéni mezőnyverseny | 2019. november 14.  | világranglista-helyezés |

Férfi
| Versenyző     | Versenyszám   | Idő           | Helyezés      |
| ------------- | ------------- | ------------- | ------------- |
| Valter Attila | Mezőnyverseny | nem ért célba | nem ért célba |

### Hegyi-kerékpározás
Kvótaszerzők
| Név           | Versenyszám        | Kvótaszerzés dátuma | Kvótaszerzés helye      |
| Parti András  | férfi terepverseny | 2021. május 22.     | világranglista-helyezés |
| Benkó Barbara | női terepverseny   | 2021. május 22.     | világranglista-helyezés |

| Versenyző       | Versenyszám        | Idő     | Helyezés |
| --------------- | ------------------ | ------- | -------- |
| Parti András    | Férfi terepverseny | 1:35:33 | 32.      |
| Vas Kata Blanka | Női terepverseny   | 1:17:55 | 4.       |

## Kézilabda

### Női
Kvótaszerzők
| Név               | Versenyszám   | Kvótaszerzés dátuma | Kvótaszerzés helye       |
| Magyar válogatott | női kézilabda | 2021. március 20.   | Győr, olimpiai selejtező |

Játékoskeret
| Magyar női kézilabdacsapat-játékoskeret | Magyar női kézilabdacsapat-játékoskeret | Magyar női kézilabdacsapat-játékoskeret | Magyar női kézilabdacsapat-játékoskeret | Magyar női kézilabdacsapat-játékoskeret | Magyar női kézilabdacsapat-játékoskeret |
| #                                       | Név                                     | Poszt                                   | Születési idő                           |                                         |                                         |
| --------------------------------------- | --------------------------------------- | --------------------------------------- | --------------------------------------- | --------------------------------------- | --------------------------------------- |
| 16                                      | Bíró Blanka                             | K                                       | 1994. szeptember 22. (26 évesen)        |                                         |                                         |
| 61                                      | Janurik Kinga                           | K                                       | 1991. november 6. (29 évesen)           |                                         |                                         |
| 66                                      | Lukács Viktória                         | JSZ                                     | 1995. október 31. (25 évesen)           |                                         |                                         |
| 88                                      | Kiss Nikoletta                          | JÁ                                      | 1996. július 23. (25 évesen)            |                                         |                                         |
| 42                                      | Klujber Katrin                          | JÁ                                      | 1999. április 21. (22 évesen)           |                                         |                                         |
| 87                                      | Tomori Zsuzsanna                        | JÁ                                      | 1987. június 18. (34 évesen)            |                                         |                                         |
| 08                                      | Kovacsics Anikó                         | JÁ                                      | 1991. augusztus 29. (29 évesen)         |                                         |                                         |
| 07                                      | Szucsánszki Zita                        | I                                       | 1987. május 22. (34 évesen)             |                                         |                                         |
| 38                                      | Vámos Petra                             | I                                       | 2000. szeptember 14. (20 évesen)        |                                         |                                         |
| 58                                      | Bordás Réka                             | B                                       | 1997. augusztus 26. (23 évesen)         |                                         |                                         |
| 14                                      | Kisfaludy Anett                         | B                                       | 1990. augusztus 31. (30 évesen)         |                                         |                                         |
| 45                                      | Háfra Noémi                             | BÁ                                      | 1998. október 5. (22 évesen)            |                                         |                                         |
| 02                                      | Zácsik Szandra                          | BÁ                                      | 1990. április 22. (31 évesen)           |                                         |                                         |
| 19                                      | Márton Gréta                            | BSZ                                     | 1999. október 3. (21 évesen)            |                                         |                                         |
| 06                                      | Schatzl Nadine                          | BSZ                                     | 1993. november 19. (27 évesen)          |                                         |                                         |
| 076                                     | Helembai Fanny                          | B                                       | 1996. december 26. (24 évesen)          |                                         |                                         |
| 012                                     | Szikora Melinda                         | K                                       | 1988. november 19. (32 évesen)          |                                         |                                         |
| Szövetségi kapitány: Elek Gábor         |                                         |                                         |                                         |                                         |                                         |

#### Eredmények
Csoportkör
B csoport
| Hely. | Csapat                                       | M | Gy | D | V | G+  | G–  | Gk  | P | Továbbjutás |
| ----- | -------------------------------------------- | - | -- | - | - | --- | --- | --- | - | ----------- |
| 1.    | Svédország (SWE)                             | 5 | 3  | 1 | 1 | 152 | 133 | +19 | 7 | Negyeddöntő |
| 2.    | Az Orosz Olimpiai Bizottság versenyzői (ROC) | 5 | 3  | 1 | 1 | 148 | 149 | −1  | 7 | Negyeddöntő |
| 3.    | Franciaország (FRA)                          | 5 | 2  | 1 | 2 | 139 | 135 | +4  | 5 | Negyeddöntő |
| 4.    | Magyarország (HUN)                           | 5 | 2  | 0 | 3 | 142 | 149 | −7  | 4 | Negyeddöntő |
| 5.    | Spanyolország (ESP)                          | 5 | 2  | 0 | 3 | 135 | 142 | −7  | 4 |             |
| 6.    | Brazília (BRA)                               | 5 | 1  | 1 | 3 | 133 | 141 | −8  | 3 |             |

1. 1 2  Svédország 36–24 Orosz Olimpiai Bizottság versenyzői
2. 1 2  Magyarország 29–25 Spanyolország

| 2021. július 25. 21:30 (14:30) | Magyarország (HUN) | 29–30       | Franciaország (FRA) | Jojogi Nemzeti Sportcsarnok, Tokió Játékvezetők: Hansen, Madsen (DEN) |
| 2021. július 25. 21:30 (14:30) | Vámos 7            | (12–15)     | Zaadi 10            | Jojogi Nemzeti Sportcsarnok, Tokió Játékvezetők: Hansen, Madsen (DEN) |
| 2021. július 25. 21:30 (14:30) | 3×                 | Jegyzőkönyv | 4× 1×               | Jojogi Nemzeti Sportcsarnok, Tokió Játékvezetők: Hansen, Madsen (DEN) |

| 2021. július 27. 11:00 (4:00) | Brazília (BRA) | 33–27       | Magyarország (HUN) | Jojogi Nemzeti Sportcsarnok, Tokió Játékvezetők: Koo, Lee (KOR) |
| 2021. július 27. 11:00 (4:00) | Belo, Vieira 7 | (17–11)     | Schatzl 7          | Jojogi Nemzeti Sportcsarnok, Tokió Játékvezetők: Koo, Lee (KOR) |
| 2021. július 27. 11:00 (4:00) | 4× 1×          | Jegyzőkönyv | 3×                 | Jojogi Nemzeti Sportcsarnok, Tokió Játékvezetők: Koo, Lee (KOR) |

| 2021. július 29. 19:30 (12:30) | Magyarország (HUN) | 31–38       | Az Orosz Olimpiai Bizottság versenyzői (ROC) | Jojogi Nemzeti Sportcsarnok, Tokió Játékvezetők: Brunner, Salah (SUI) |
| 2021. július 29. 19:30 (12:30) | Klujber 9          | (17–22)     | Dmitrijeva 7                                 | Jojogi Nemzeti Sportcsarnok, Tokió Játékvezetők: Brunner, Salah (SUI) |
| 2021. július 29. 19:30 (12:30) | 5× 1×              | Jegyzőkönyv | 5× 1×                                        | Jojogi Nemzeti Sportcsarnok, Tokió Játékvezetők: Brunner, Salah (SUI) |

| 2021. július 31. 19:30 (12:30) | Magyarország (HUN) | 29–25   | Spanyolország (ESP) | Jojogi Nemzeti Sportcsarnok, Tokió Játékvezetők: Fonseca, Santos (POR) |
| 2021. július 31. 19:30 (12:30) | Vámos, Klujber 6   | (14–11) | Martín, Gutiérrez 5 | Jojogi Nemzeti Sportcsarnok, Tokió Játékvezetők: Fonseca, Santos (POR) |
| 2021. július 31. 19:30 (12:30) | Jegyzőkönyv        |         |                     | Jojogi Nemzeti Sportcsarnok, Tokió Játékvezetők: Fonseca, Santos (POR) |

| 2021. augusztus 2. 16:15 (9:15) | Magyarország (HUN) | 26–23       | Svédország (SWE)  | Jojogi Nemzeti Sportcsarnok, Tokió Játékvezetők: García, Paolantoni (ARG) |
| 2021. augusztus 2. 16:15 (9:15) | öt játékos 4       | (15–15)     | Carlson, Hagman 5 | Jojogi Nemzeti Sportcsarnok, Tokió Játékvezetők: García, Paolantoni (ARG) |
| 2021. augusztus 2. 16:15 (9:15) | 1× 1×              | Jegyzőkönyv | 5×                | Jojogi Nemzeti Sportcsarnok, Tokió Játékvezetők: García, Paolantoni (ARG) |

Negyeddöntő
| 2021. augusztus 4. 13:15 (6:15) | Norvégia (NOR)  | 26–22       | Magyarország (HUN) | Jojogi Nemzeti Sportcsarnok, Tokió Játékvezetők: Bonaventura, Bonaventura (FRA) |
| 2021. augusztus 4. 13:15 (6:15) | Brattset Dale 7 | (12–10)     | Zácsik 5           | Jojogi Nemzeti Sportcsarnok, Tokió Játékvezetők: Bonaventura, Bonaventura (FRA) |
| 2021. augusztus 4. 13:15 (6:15) |                 | Jegyzőkönyv | 2×                 | Jojogi Nemzeti Sportcsarnok, Tokió Játékvezetők: Bonaventura, Bonaventura (FRA) |

| Csapat             | Helyezés |
| ------------------ | -------- |
| Magyarország (HUN) | 7.       |

## Ökölvívás
Kvótaszerzők
| Név          | Versenyszám | Kvótaszerzés dátuma | Kvótaszerzés helye |
| Gálos Roland | férfi 57 kg | 2020. március 16.   | London             |

Férfi
| Versenyző    | Versenyszám | Selejtező                     | Nyolcaddöntő      | Negyeddöntő       | Elődöntő          | Döntő             | Helyezés |
| Versenyző    | Versenyszám | Ellenfél Eredmény             | Ellenfél Eredmény | Ellenfél Eredmény | Ellenfél Eredmény | Ellenfél Eredmény | Helyezés |
| ------------ | ----------- | ----------------------------- | ----------------- | ----------------- | ----------------- | ----------------- | -------- |
| Gálos Roland | Pehelysúly  | Serik Temirzsanov (KAZ) · 0–5 | kiesett           | kiesett           | kiesett           | kiesett           | 17.      |

## Öttusa
Kvótaszerzők
| Név               | Versenyszám   | Kvótaszerzés dátuma | Kvótaszerzés helye                    |
| Demeter Bence     | férfi verseny | 2019. augusztus 10. | Bath, 2019-es öttusa Európa-bajnokság |
| Kovács Sarolta    | női verseny   | 2019. augusztus 11. | Bath, 2019-es öttusa Európa-bajnokság |
| Gulyás Michelle   | női verseny   | 2021. június 12.    | Kairó, 2021-es öttusa világbajnokság  |
| Marosi Ádám       | férfi verseny | 2021. június 13.    | Kairó, 2021-es öttusa világbajnokság  |
| Kasza Róbert      | férfi verseny | 2021. június        | ranglista                             |
| Alekszejev Tamara | női verseny   | 2021. június        | ranglista                             |

| Versenyző       | Versenyszám | Vívás (V) | Vívás (V) | Úszás   | Úszás | Úszás | Bónusz vívás (B) | Bónusz vívás (B) | Bónusz vívás (B) | Lovaglás | Lovaglás | Lovaglás | Lovaglás | Futás/Lövészet | Futás/Lövészet | Futás/Lövészet | Futás/Lövészet | Összesen    | Összesen                 |
| Versenyző       | Versenyszám | Eredmény  | Pont      | Idő     | Pont  | Hely. | Eredmény         | Pont             | V+B Hely.        | Idő      | Hibapont | Pont     | Hely.    | Lövőhiba       | Idő            | Pont           | Hely.          | Összes pont | Helyezés                 |
| --------------- | ----------- | --------- | --------- | ------- | ----- | ----- | ---------------- | ---------------- | ---------------- | -------- | -------- | -------- | -------- | -------------- | -------------- | -------------- | -------------- | ----------- | ------------------------ |
| Kasza Róbert    | Férfi       | 15–20     | 190       | 2:00,61 | 309   | 12.   | 2–1              | 2                | 27.              | 92,49    | 29       | 271      | 25.      | 5              | 11:58,88       | 582            | 33.            | 1354        | 26.                      |
| Marosi Ádám     | Férfi       | 20–15     | 220       | 1:59,50 | 311   | 9.    | 0–1              | 0                | 10.              | 83,06    | 3        | 297      | 4.       | 10             | 11:07,43       | 633            | 11.            | 1461        | 6.                       |
| Gulyás Michelle | Női         | 20–15     | 220       | 2:07,48 | 296   | 2.    | 0–1              | 0                | 11.              | 83,90    | 57       | 243      | 26.      | 8              | 12:14,76       | 566            | 7.             | 1325        | 12.                      |
| Kovács Sarolta  | Női         | 20–15     | 220       | 2:07,71 | 295   | 4.    | 1–1              | 1                | 9.               | 77,19    | 7        | 293      | 9.       | 5              | 12:21,42       | 559            | 11.            | 1368        | 3. helyezett, bronzérmes |

## Sportlövészet
Kvótaszerzők
| Név             | Versenyszám                | Kvótaszerzés dátuma | Kvótaszerzés helye        |
| Péni István     | férfi sportpuska összetett | 2019. február 24.   | Újdelhi, világkupaverseny |
| Major Veronika  | női sportpisztoly          | 2019. február 24.   | Újdelhi, világkupaverseny |
| Mészáros Eszter | női légpuska               | 2019. május 26.     | München, világkupaverseny |
| Sidi Péter      | férfi légpuska             | 2020. február 29.   | Wrocław, Európa-bajnokság |

 megjegyzés Sidi Pétert 2021. június 21-én a Magyar Sportlövőszövetség két évre eltiltotta, miután bizonyítást nyert, hogy a márciusi Világkupán jogtalanul behatolt a később pozitív doppingmintát adó Péni István szobájába. Olimpiai kvótáját Pekler Zalán örökölte.
Férfi
| Versenyző    | Versenyszám           | Selejtező | Selejtező | Döntő   | Döntő    |
| Versenyző    | Versenyszám           | Pont      | Helyezés  | Pont    | Helyezés |
| ------------ | --------------------- | --------- | --------- | ------- | -------- |
| Pekler Zalán | Légpuska              | 621,1     | 39.       | kiesett | kiesett  |
| Pekler Zalán | Sportpuska, összetett | 1169      | 18.       | kiesett | kiesett  |
| Péni István  | Sportpuska, összetett | 1173      | 10.       | kiesett | kiesett  |
| Péni István  | Légpuska              | 629,4     | 7.        | 186,5   | 5.       |

Női
| Versenyző       | Versenyszám           | Selejtező | Selejtező | Elődöntő | Elődöntő | Döntő   | Döntő    |
| Versenyző       | Versenyszám           | Pont      | Helyezés  | Pont     | Helyezés | Pont    | Helyezés |
| --------------- | --------------------- | --------- | --------- | -------- | -------- | ------- | -------- |
| Major Veronika  | Légpisztoly           | 566       | 34.       |          |          | kiesett | kiesett  |
| Major Veronika  | Sportpisztoly         | 572       | 35.       | kiesett  | kiesett  | kiesett | kiesett  |
| Mészáros Eszter | Légpuska              | 625,3     | 20.       |          |          | kiesett | kiesett  |
| Mészáros Eszter | Sportpuska, összetett | 1161      | 26.       |          |          | kiesett | kiesett  |

Vegyes
| Versenyző                   | Versenyszám | Selejtező | Selejtező | Elődöntő | Elődöntő | Döntő   | Döntő    |
| Versenyző                   | Versenyszám | Pont      | Helyezés  | Pont     | Helyezés | Pont    | Helyezés |
| --------------------------- | ----------- | --------- | --------- | -------- | -------- | ------- | -------- |
| Mészáros Eszter Péni István | Légpuska    | 627,9     | 8.        | 414,6    | 7.       | kiesett | kiesett  |

## Súlyemelés
Kvótaszerzők
| Név        | Versenyszám   | Kvótaszerzés dátuma | Kvótaszerzés helye |
| Nagy Péter | Férfi +109 kg | 2021. június 18.    | ranglista          |

Férfi
| Versenyző  | Versenyszám | Szakítás | Szakítás | Lökés    | Lökés    | Összesen | Helyezés |
| Versenyző  | Versenyszám | Eredmény | Helyezés | Eredmény | Helyezés | Összesen | Helyezés |
| ---------- | ----------- | -------- | -------- | -------- | -------- | -------- | -------- |
| Nagy Péter | +109 kg     | 178      | 8.       | 218      | 7.       | 396      | 7.       |

## Taekwondo
Kvótaszerzők
| Név        | Versenyszám | Kvótaszerzés dátuma | Kvótaszerzés helye                     |
| Salim Omar | Férfi 58 kg | 2021. május 7.      | európai olimpiai kvalifikációs verseny |

Férfi
| Versenyző  | Versenyszám | Nyolcaddöntő                   | Negyeddöntő       | Elődöntő          | Vigaszág elődöntő                    | Bronz- mérkőzés                      | Döntő             | Helyezés |
| Versenyző  | Versenyszám | Ellenfél Eredmény              | Ellenfél Eredmény | Ellenfél Eredmény | Ellenfél Eredmény                    | Ellenfél Eredmény                    | Ellenfél Eredmény | Helyezés |
| ---------- | ----------- | ------------------------------ | ----------------- | ----------------- | ------------------------------------ | ------------------------------------ | ----------------- | -------- |
| Salim Omar | Légsúly     | Vito Dell'Aquila (ITA) · 13–26 |                   |                   | Ramnarong Sawekwiharee (THA) · 43–22 | Csang Dzsun (Jang Jun) (KOR) · 16–46 |                   | 5.       |

## Tenisz
Kvótaszerzők
| Név              | Versenyszám | Kvótaszerzés dátuma | Kvótaszerzés helye |
| Fucsovics Márton | férfi egyes | 2021. június 14.    | ranglistahelyezés  |
| Babos Tímea      | női páros   | 2021. június 14.    | ranglistahelyezés  |
| Jani Réka Luca   | női páros   | 2021. június 14.    | ranglistahelyezés  |

 megjegyzés: Babos Tímea csípősérülése miatt lemondta az olimpiai szereplést, így pedig párostársa, Jani Réka Luca sem vehetett részt az ötkarikás játékokon.
Férfi
| Versenyző        | Versenyszám | 64-es főtábla     | 32-es főtábla     | Nyolcaddöntő      | Negyeddöntő       | Elődöntő          | Bronz- mérkőzés   | Döntő             | Helyezés     |
| Versenyző        | Versenyszám | Ellenfél Eredmény | Ellenfél Eredmény | Ellenfél Eredmény | Ellenfél Eredmény | Ellenfél Eredmény | Ellenfél Eredmény | Ellenfél Eredmény | Helyezés     |
| ---------------- | ----------- | ----------------- | ----------------- | ----------------- | ----------------- | ----------------- | ----------------- | ----------------- | ------------ |
| Fucsovics Márton | Egyes       | visszalépett      | visszalépett      | visszalépett      | visszalépett      | visszalépett      | visszalépett      | visszalépett      | visszalépett |

## Tollaslabda
Kvótaszerzők
| Név            | Versenyszám | Kvótaszerzés dátuma | Kvótaszerzés helye      |
| Sárosi Laura   | női egyes   | 2021. június 8.     | világranglista-helyezés |
| Krausz Gergely | férfi egyes | 2021. július 5.     | ranglistahelyezés       |

| Versenyző      | Versenyszám | Csoportkör                                                                                      | Csoportkör | Nyolcaddöntő      | Negyeddöntő       | Elődöntő          | Bronz- mérkőzés   | Döntő             | Helyezés    |
| Versenyző      | Versenyszám | Ellenfél Eredmény                                                                               | Hely.      | Ellenfél Eredmény | Ellenfél Eredmény | Ellenfél Eredmény | Ellenfél Eredmény | Ellenfél Eredmény | Helyezés    |
| -------------- | ----------- | ----------------------------------------------------------------------------------------------- | ---------- | ----------------- | ----------------- | ----------------- | ----------------- | ----------------- | ----------- |
| Krausz Gergely | Férfi egyes | J csoport · Anthony Sinisuka Ginting (INA) · 13–21, 8–21 · Szergej Szirant (ROC) · 18–21, 18–21 | 3.         | kiesett           | kiesett           | kiesett           | kiesett           | kiesett           | 15.         |
| Sárosi Laura   | Női egyes   | N csoport · Ratchanok Intanon (THA) · 5–21, 10–21 · Soniia Cheah Su Ya (MAS) · visszalépett     | 3.         | kiesett           | kiesett           | kiesett           | kiesett           | kiesett           | helyezetlen |

## Torna
Kvótaszerzők
| Név           | Versenyszám          | Kvótaszerzés dátuma | Kvótaszerzés helye                |
| Kovács Zsófia | Női egyéni összetett | 2019. október 5.    | 2019-es Stuttgarti világbajnokság |

Női
| Versenyző     | Versenyszám      | Selejtező | Selejtező   | Döntő    | Döntő    |
| Versenyző     | Versenyszám      | Pontszám  | Helyezés    | Pontszám | Helyezés |
| ------------- | ---------------- | --------- | ----------- | -------- | -------- |
| Kovács Zsófia | Ugrás            | 14,500    | helyezetlen | kiesett  | kiesett  |
| Kovács Zsófia | Felemás korlát   | 14,433    | 14.         | kiesett  | kiesett  |
| Kovács Zsófia | Gerenda          | 13,133    | 29.*        | kiesett  | kiesett  |
| Kovács Zsófia | Talaj            | 12,666    | 48.*        | kiesett  | kiesett  |
| Kovács Zsófia | Egyéni összetett | 54,732    | 16.         | 53,433   | 14.      |

* - egy másik versenyzővel azonos eredményt ért el

### Ritmikus gimnasztika
Kvótaszerzők
| Név             | Versenyszám | Kvótaszerzés dátuma | Kvótaszerzés helye                                   |
| Pigniczki Fanni |             | 2021. június 12.    | Várna, 2021-es ritmikus gimnasztika Európa-bajnokság |

| Versenyző       | Versenyszám | Selejtező | Selejtező | Selejtező | Selejtező | Selejtező | Selejtező | Selejtező | Selejtező | Selejtező | Selejtező | Döntő   | Döntő   | Döntő   | Döntő   | Döntő    | Döntő    | Döntő   | Döntő   | Döntő    | Döntő    | Helyezés |
| Versenyző       | Versenyszám | Karika    | Karika    | Labda     | Labda     | Buzogány  | Buzogány  | Szalag    | Szalag    | Összesen  | Összesen  | Karika  | Karika  | Labda   | Labda   | Buzogány | Buzogány | Szalag  | Szalag  | Összesen | Összesen | Helyezés |
| Versenyző       | Versenyszám | Pont      | Hely.     | Pont      | Hely.     | Pont      | Hely.     | Pont      | Hely.     | Pont      | Hely.     | Pont    | Hely.   | Pont    | Hely.   | Pont     | Hely.    | Pont    | Hely.   | Pont     | Hely.    | Helyezés |
| --------------- | ----------- | --------- | --------- | --------- | --------- | --------- | --------- | --------- | --------- | --------- | --------- | ------- | ------- | ------- | ------- | -------- | -------- | ------- | ------- | -------- | -------- | -------- |
| Pigniczki Fanni | Egyéni      | 21,200    | 22.       | 22,400    | 20.       | 21,350    | 23.       | 19,450    | 16.       | 84,400    | 20.       | kiesett | kiesett | kiesett | kiesett | kiesett  | kiesett  | kiesett | kiesett | kiesett  | kiesett  | 20.      |

## Triatlon
Kvótaszerzők
| Név               | Versenyszám   | Kvótaszerzés dátuma | Kvótaszerzés helye |
| Bicsák Bence      | férfi verseny | 2021. június 15.    | ranglistahelyezés  |
| Tóth Tamás        | férfi verseny | 2021. június 15.    | ranglistahelyezés  |
| Kovács Zsófia     | női verseny   | 2021. június 15.    | ranglistahelyezés  |
| Bragmayer Zsanett | női verseny   | 2021. június 15.    | ranglistahelyezés  |

Egyéni
| Versenyző         | Versenyszám | 1,5 km úszás | Depózás 1 | 40 km kerékpározás | Depózás 2     | 10 km futás | Összesítés | Összesítés |
| Versenyző         | Versenyszám | Idő          | Idő       | Idő                | Idő           | Idő         | Idő        | Helyezés   |
| ----------------- | ----------- | ------------ | --------- | ------------------ | ------------- | ----------- | ---------- | ---------- |
| Bicsák Bence      | Férfi       | 17:55        | 0:42      | 56:26              | 0:29          | 30:24       | 1:45:56    | 7.         |
| Tóth Tamás        | Férfi       | 18:07        | 0:40      | 56:20              | 0:33          | 32:39       | 1:48:19    | 29.        |
| Bragmayer Zsanett | Női         | 19:19        | 0:42      | 1:03:07            | 0:34          | 36:18       | 2:00:00    | 12.        |
| Kovács Zsófia     | Női         | 20:30        | 0:42      | lekörözték         | nem ért célba | kiesett     | kiesett    | kiesett    |

Csapat
| Versenyző         | Versenyszám   | Úszás (300 m X 4) | Depózás 1 | Kerékpározás (6,8 km X 4) | Depózás 2 | Futás (2 km X 4) | Összesen | Hely. |
| ----------------- | ------------- | ----------------- | --------- | ------------------------- | --------- | ---------------- | -------- | ----- |
| Bragmayer Zsanett | Vegyes csapat | 3:53              | 0:39      | 10:33                     | 0:30      | 6:29             | 22:04    | –     |
| Bicsák Bence      | Vegyes csapat | 4:07              | 0:38      | 9:53                      | 0:28      | 5:31             | 20:37    | –     |
| Kovács Zsófia     | Vegyes csapat | 4:31              | 0:38      | 10:53                     | 0:30      | 6:34             | 23:06    | –     |
| Tóth Tamás        | Vegyes csapat | 4:12              | 0:44      | 9:52                      | 0:28      | 5:40             | 20:56    | –     |
| Összesen          | Vegyes csapat | 16:43             | 2:39      | 41:11                     | 1:56      | 24:14            | 1:26:43  | 11.   |

## Úszás
Kvótaszerzők
| Név               | Versenyszám               | Kvótaszerzés dátuma | Kvótaszerzés helye             |
| Rasovszky Kristóf | férfi 10 km-es nyílt vízi | 2019. július 16.    | Kvangdzsu, úszó-világbajnokság |
| Olasz Anna        | női 10 km-es nyílt vízi   | 2021. június 19.    | Setúbal, kvalifikációs verseny |

A medencében rendezett versenyszámokban a következő versenyzők teljesítették az olimpiai A-, illetve B-szintet.
| Név                        | Versenyszám          | Szint | Eredmény | Kvótaszerzés dátuma | Kvótaszerzés helye                   |
| Milák Kristóf              | férfi 200 m pillangó | A     | 1:53,19  | 2019. március 27.   | Debrecen, magyar úszóbajnokság       |
| Kenderesi Tamás            | férfi 200 m pillangó | A     | 1:53,42  | 2019. március 27.   | Debrecen, magyar úszóbajnokság       |
| Cseh László                | férfi 200 m pillangó | A     | 1:55,81  | 2019. március 27.   | Debrecen, magyar úszóbajnokság       |
| Biczó Bence                | férfi 200 m pillangó | A     | 1:56,13  | 2019. március 27.   | Debrecen, magyar úszóbajnokság       |
| Lobanovszkij Maxim         | férfi 50 m gyors     | A     | 21,79    | 2019. március 27.   | Debrecen, magyar úszóbajnokság       |
| Késely Ajna                | női 800 m gyors      | A     | 8:28,19  | 2019. március 27.   | Debrecen, magyar úszóbajnokság       |
| Kapás Boglárka             | női 200 m pillangó   | A     | 2:07,37  | 2019. március 27.   | Debrecen, magyar úszóbajnokság       |
| Kapás Boglárka             | női 400 m gyors      | A     | 4:05,56  | 2019. március 28.   | Debrecen, magyar úszóbajnokság       |
| Kapás Boglárka             | női 1500 m gyors     | A     | 16:22,96 | 2019. március 30.   | Debrecen, magyar úszóbajnokság       |
| Szilágyi Liliána           | női 200 m pillangó   | A     | 2:07,67  | 2019. március 27.   | Debrecen, magyar úszóbajnokság       |
| Késely Ajna                | női 400 m gyors      | A     | 4:05,12  | 2019. március 28.   | Debrecen, magyar úszóbajnokság       |
| Bernek Péter               | férfi 200 m vegyes   | A     | 1:59,58  | 2019. március 28.   | Debrecen, magyar úszóbajnokság       |
| Verrasztó Dávid            | férfi 400 m vegyes   | A     | 4:12,65  | 2019. március 29.   | Debrecen, magyar úszóbajnokság       |
| Bernek Péter               | férfi 400 m vegyes   | A     | 4:12,80  | 2019. március 29.   | Debrecen, magyar úszóbajnokság       |
| Gyurta Gergely             | férfi 400 m vegyes   | A     | 4:14,79  | 2019. március 29.   | Debrecen, magyar úszóbajnokság       |
| Németh Nándor              | férfi 100 m gyors    | A     | 48,17    | 2019. március 29.   | Debrecen, magyar úszóbajnokság       |
| Telegdy Ádám               | férfi 200 m hát      | A     | 1:56,98  | 2019. március 29.   | Debrecen, magyar úszóbajnokság       |
| Burián Katalin             | női 200 m hát        | A     | 2:08,50  | 2019. március 29.   | Debrecen, magyar úszóbajnokság       |
| Kozma Dominik              | férfi 200 m gyors    | A     | 1:45,77  | 2019. március 30.   | Debrecen, magyar úszóbajnokság       |
| Milák Kristóf              | férfi 200 m gyors    | A     | 1:46,90  | 2019. március 30.   | Debrecen, magyar úszóbajnokság       |
| Késely Ajna                | női 1500 m gyors     | A     | 16:22,57 | 2019. március 30.   | Debrecen, magyar úszóbajnokság       |
| Hosszú Katinka             | női 200 m vegyes     | A     | 2:08,55  | 2019. március 23.   | Marseille, Golden Tours              |
| Hosszú Katinka             | női 400 m vegyes     | A     | 4:33,83  | 2019. március 22.   | Marseille, Golden Tours              |
| Hosszú Katinka             | női 200 m pillangó   | A     | 2:07,84  | 2019. március 23.   | Marseille, Golden Tours              |
| Hosszú Katinka             | női 200 m hát        | A     | 2:09,77  | 2019. március 24.   | Marseille, Golden Tours              |
| Hosszú Katinka             | női 200 m gyors      | A     | 1:57,18  | 2019. április 27.   | Stockholm                            |
| Hosszú Katinka             | női 400 m gyors      | A     | 4:05,16  | 2019. április 12.   | Kanton, Bajnokok Sorozata            |
| Hosszú Katinka             | női 100 m hát        | A     | 59,58    | 2019. május 12.     | Budapest                             |
| Hosszú Katinka             | női 100 m pillangó   | A     | 57,80    | 2019. június 15.    | Barcelona                            |
| Cseh László                | férfi 100 m pillangó | A     | 51,86    | 2019. július 27.    | Kvangdzsu, úszó-világbajnokság       |
| Cseh László                | férfi 200 m vegyes   | A     | 1:57,79  | 2019. július 24.    | Kvangdzsu, úszó-világbajnokság       |
| Kalmár Ákos                | férfi 1500 m gyors   | A     | 15:00,99 | 2019. július 27.    | Kvangdzsu, úszó-világbajnokság       |
| Milák Kristóf              | férfi 100 m pillangó | A     | 50,95    | 2019. július 27.    | Kvangdzsu, úszó-világbajnokság       |
| Zombori Gábor              | férfi 400 m gyors    | A     | 3:46,06  | 2019. augusztus 20. | Budapest, junior úszó-világbajnokság |
| Békési Eszter              | női 200 m mell       | A     | 2:25,49  | 2019. augusztus 25. | Budapest, junior úszó-világbajnokság |
| Gyurta Gergely             | férfi 1500 m gyors   | A     | 14:59,88 | 2019. november 8.   | Doha                                 |
| Telegdy Ádám               | férfi 100 m hát      | A     | 53,72    | 2020. december 8.   | Kaposvár, magyar úszóbajnokság       |
| Kós Hubert                 | férfi 200 m vegyes   | A     | 1:58,31  | 2020. december 9.   | Kaposvár, magyar úszóbajnokság       |
| Sebestyén Dalma            | női 200 m vegyes     | A     | 2:12,33  | 2020. december 18.  | Győr, Győr Open                      |
| Burián Katalin             | női 100 m hát        | A     | 1:00,02  | 2021. március 23.   | Budapest, magyar úszóbajnokság       |
| Kós Hubert                 | férfi 100 m pillangó | A     | 51,52    | 2021. március 26.   | Budapest, magyar úszóbajnokság       |
| Németh Nándor              | férfi 200 m gyors    | A     | 1:46,87  | 2021. március 26.   | Budapest, magyar úszóbajnokság       |
| Mihályvári-Farkas Viktória | női 400 m vegyes     | A     | 4:38,07  | 2021. május 17.     | Budapest, Európa-bajnokság           |
| Kutasi Máté                | férfi 200 m mell     | B     | 2:12,07  | 2019. július 7.     | Nápoly, universiade                  |
| Horváth Dávid              | férfi 200 m mell     | B     | 2:11,65  | 2021. június 18.    | Budapest, Budapest-bajnokság         |

 megjegyzés: Egy versenyszámban két A szintes versenyző vagy ha nincs A-szintes akkor egy B-szintes versenyző indulhat. A B-szinteseknek az indulás jog nem jár automatikusan. Közülük a FINA hív meg versenyzőket. Dőlt betűkkel azon versenyzők és időeredmények melyek kiesnek az adott versenyszám két legjobb időeredményből. A Nemzetközi Úszószövetség 2021. július 6-án hozott döntése értelmében a B-szinttel rendelkező úszók, így Horváth Dávid, Fábián Fanni, Senánszky Petra és Sztankovics Anna nem vehettek részt az olimpián.
Kvótaszerzők
| Név                                                             | Versenyszám            | Kvótaszerzés dátuma | Kvótaszerzés helye             |
| Bohus Richárd Kozma Dominik Németh Nándor Szabó Szebasztián     | férfi 4 × 100 m gyors  | 2019. július 21.    | Kvangdzsu, úszó-világbajnokság |
| Bohus Richárd Hosszú Katinka Szabó Szebasztián Sztankovics Anna | 4 × 100 m vegyes       | 2019. július 24.    | Kvangdzsu, úszó-világbajnokság |
| Hosszú Katinka Jakabos Zsuzsanna Késely Ajna Verrasztó Evelyn   | női 4 × 200 m gyors    | 2019. július 25.    | Kvangdzsu, úszó-világbajnokság |
| Bohus Richárd Horváth Dávid Szabó Szebasztián Németh Nándor     | férfi 4 × 100 m vegyes | 2019. július 28.    | Kvangdzsu, úszó-világbajnokság |
| Zombori Gábor Németh Nándor Holló Balázs Milák Kristóf          | férfi 4 × 200 m gyors  | 2021. március 24.   | Budapest, magyar bajnokság     |

Férfi
| Versenyző                                                   | Versenyszám      | Előfutam | Előfutam | Előfutam | Elődöntő | Elődöntő | Elődöntő | Döntő      | Döntő                    |
| Versenyző                                                   | Versenyszám      | Idő      | Hely.    | Össz.    | Idő      | Hely.    | Össz.    | Idő        | Helyezés                 |
| ----------------------------------------------------------- | ---------------- | -------- | -------- | -------- | -------- | -------- | -------- | ---------- | ------------------------ |
| Bernek Péter                                                | 400 m vegyes     | 4:12,38  | 6.       | 13.      |          |          |          | kiesett    | kiesett                  |
| Bohus Richárd                                               | 100 m hát        | kizárták | kizárták | kizárták | kiesett  | kiesett  | kiesett  | kiesett    | kiesett                  |
| Cseh László                                                 | 200 m vegyes     | 1:57,51  | 2.       | 10.      | 1:57,64  | 4.       | 8.       | 1:57,68    | 7.                       |
| Gyurta Gergely                                              | 1500 m gyors     | 15:01,85 | 3.       | 15.      |          |          |          | kiesett    | kiesett                  |
| Kalmár Ákos                                                 | 800 m gyors      | 7:55,85  | 3.       | 22.      |          |          |          | kiesett    | kiesett                  |
| Kalmár Ákos                                                 | 1500 m gyors     | 15:17,02 | 7.       | 22.      |          |          |          | kiesett    | kiesett                  |
| Kenderesi Tamás                                             | 200 m pillangó   | 1:55,18  | 2.       | 8.       | 1:55,17  | 2.       | 5.       | 1:54,52    | 4.                       |
| Kozma Dominik                                               | 200 m gyors      | 1:48,87  | 8.       | 30.      | kiesett  | kiesett  | kiesett  | kiesett    | kiesett                  |
| Kós Hubert                                                  | 200 m vegyes     | 1:58,47  | 7.       | 20.      | kiesett  | kiesett  | kiesett  | kiesett    | kiesett                  |
| Lobanovszkij Maxim                                          | 50 m gyors       | 22,25    | 7.       | =26.     | kiesett  | kiesett  | kiesett  | kiesett    | kiesett                  |
| Milák Kristóf                                               | 100 m pillangó   | 50,62    | 1.       | 2.       | 50,31    | 1.       | 2.       | 49,68 ER   | 2. helyezett, ezüstérmes |
| Milák Kristóf                                               | 200 m pillangó   | 1:53,58  | 1.       | 1.       | 1:52,22  | 1.       | 1.       | 1:51,25 OR | 1. helyezett, aranyérmes |
| Németh Nándor                                               | 100 m gyors      | 48,11    | 5.       | 9.       | 47,81 NR | 3.       | 7.       | 48,10      | 8.                       |
| Németh Nándor                                               | 200 m gyors      | 1:46,19  | 5.       | 12.      | 1:47,20  | 7.       | 15.      | kiesett    | kiesett                  |
| Szabó Szebasztián                                           | 100 m gyors      | 48,51    | 7.       | 20.      | kiesett  | kiesett  | kiesett  | kiesett    | kiesett                  |
| Szabó Szebasztián                                           | 100 m pillangó   | 51,67    | 1.       | =14.     | 51,89    | 7.       | 14.      | kiesett    | kiesett                  |
| Telegdy Ádám                                                | 100 m hát        | 54,42    | 7.       | 29.      | kiesett  | kiesett  | kiesett  | kiesett    | kiesett                  |
| Telegdy Ádám                                                | 200 m hát        | 1:57,70  | 5.       | 14.      | 1:56,19  | 2.       | 4.       | 1:56,15    | 5.                       |
| Verrasztó Dávid                                             | 400 m vegyes     | 4:09,80  | 3.       | 4.       |          |          |          | 4:10,59    | 4.                       |
| Zombori Gábor                                               | 400 m gyors      | 3:47,99  | 6.       | 18.      |          |          |          | kiesett    | kiesett                  |
| Rasovszky Kristóf                                           | 10 km nyílt vízi |          |          |          |          |          |          | 1:48:59,0  | 2. helyezett, ezüstérmes |
| Milák Kristóf Szabó Szebasztián Bohus Richárd Németh Nándor | 4 × 100 m gyors  | 3:12,73  | 3.       | 6.       |          |          |          | 3:11,06 NR | 5.                       |
| Holló Balázs Zombori Gábor Márton Richárd Kozma Dominik     | 4 × 200 m gyors  | kizárták | kizárták | kizárták |          |          |          | kiesett    | kiesett                  |
| Bohus Richárd Takács Tamás Kós Hubert Holoda Péter          | 4 × 100 m vegyes | 3:34,91  | 8.       | 13.      |          |          |          | kiesett    | kiesett                  |

Női
| Versenyző                                                                   | Versenyszám      | Előfutam   | Előfutam   | Előfutam   | Elődöntő   | Elődöntő   | Elődöntő   | Döntő      | Döntő      |
| Versenyző                                                                   | Versenyszám      | Idő        | Hely.      | Össz.      | Idő        | Hely.      | Össz.      | Idő        | Helyezés   |
| --------------------------------------------------------------------------- | ---------------- | ---------- | ---------- | ---------- | ---------- | ---------- | ---------- | ---------- | ---------- |
| Békési Eszter                                                               | 200 m mell       | 2:26,89    | 5.         | 25.        | kiesett    | kiesett    | kiesett    | kiesett    | kiesett    |
| Burián Katalin                                                              | 100 m hát        | 1:00,07    | 7.         | 18.        | kiesett    | kiesett    | kiesett    | kiesett    | kiesett    |
| Burián Katalin                                                              | 200 m hát        | 2:09,10    | 4.         | =8.        | 2:09,65    | 5.         | 10.        | kiesett    | kiesett    |
| Hosszú Katinka                                                              | 200 m hát        | 2:12,84    | 6.         | 20.        | kiesett    | kiesett    | kiesett    | kiesett    | kiesett    |
| Hosszú Katinka                                                              | 200 m pillangó   | nem indult | nem indult | nem indult | nem indult | nem indult | nem indult | nem indult | nem indult |
| Hosszú Katinka                                                              | 200 m vegyes     | 2:09,70    | 1.         | 2.         | 2:10,22    | 5.         | 7.         | 2:12,38    | 7.         |
| Hosszú Katinka                                                              | 400 m vegyes     | 4:36,01    | 4.         | 7.         |            |            |            | 4:35,98    | 5.         |
| Kapás Boglárka                                                              | 200 m pillangó   | 2:08,58    | 2.         | 5.         | 2:06,59    | 2.         | 3.         | 2:06,53    | 4.         |
| Késely Ajna                                                                 | 400 m gyors      | 4:05,34    | 6.         | 9.         |            |            |            | kiesett    | kiesett    |
| Késely Ajna                                                                 | 800 m gyors      | 8:26,20    | 7.         | 13.        |            |            |            | kiesett    | kiesett    |
| Késely Ajna                                                                 | 1500 m gyors     | 15:59,80   | 5.         | 9.         |            |            |            | kiesett    | kiesett    |
| Mihályvári-Farkas Viktória                                                  | 1500 m gyors     | 16:02,26   | 1.         | 12.        |            |            |            | kiesett    | kiesett    |
| Mihályvári-Farkas Viktória                                                  | 400 m vegyes     | 4:35,99    | 3.         | 6.         |            |            |            | 4:37,75    | 6.         |
| Sebestyén Dalma                                                             | 100 m pillangó   | 59,79      | 3.         | 27.        | kiesett    | kiesett    | kiesett    | kiesett    | kiesett    |
| Sebestyén Dalma                                                             | 200 m vegyes     | 2:12,42    | 5.         | 17.        | kiesett    | kiesett    | kiesett    | kiesett    | kiesett    |
| Olasz Anna                                                                  | 10 km nyílt vízi |            |            |            |            |            |            | 1:59:34,8  | 4.         |
| Jakabos Zsuzsanna Veres Laura Késely Ajna Kapás Boglárka (Verrasztó Evelyn) | 4 × 200 m gyors  | 7:56,16    | 4.         | 8.         |            |            |            | 7:56,62    | 7.         |

Vegyes
| Versenyző                                                    | Versenyszám      | Előfutam | Előfutam | Előfutam | Döntő   | Döntő    |
| Versenyző                                                    | Versenyszám      | Idő      | Hely.    | Össz.    | Idő     | Helyezés |
| ------------------------------------------------------------ | ---------------- | -------- | -------- | -------- | ------- | -------- |
| Kovács Benedek Halmai Petra Márton Richárd Gyurinovics Fanni | 4 × 100 m vegyes | 3:47,15  | 7.       | 15.      | kiesett | kiesett  |

## Vitorlázás
Kvótaszerzők
| Név             | Versenyszám          | Kvótaszerzés dátuma  | Kvótaszerzés helye           |
| Berecz Zsombor  | férfi finn dingi     | 2018. augusztus 8.   | Aarhus, világbajnokság       |
| Érdi Mária      | női laser radial     | 2018. augusztus 9.   | Aarhus, világbajnokság       |
| Vadnai Benjamin | férfi laser standard | 2019. július 9.      | Sakaiminato, világbajnokság  |
| Cholnoky Sára   | női szörfvitorlázás  | 2019. szeptember 25. | Nago–Torbole, világbajnokság |

Férfi
| Versenyző       | Versenyszám | Futam | Futam | Futam | Futam | Futam | Futam | Futam | Futam | Futam | Futam | Futam   | Pontszám | Helyezés                 |
| Versenyző       | Versenyszám | 1     | 2     | 3     | 4     | 5     | 6     | 7     | 8     | 9     | 10    | É       | Pontszám | Helyezés                 |
| --------------- | ----------- | ----- | ----- | ----- | ----- | ----- | ----- | ----- | ----- | ----- | ----- | ------- | -------- | ------------------------ |
| Berecz Zsombor  | Finn dingi  | 2     | 2     | (9)   | 4     | 6     | 7     | 3     | 5     | 4     | 4     | 2       | 39       | 2. helyezett, ezüstérmes |
| Vadnai Benjamin | Laser       | 7     | 21    | 9     | 15    | 16    | 18    | 17    | 21    | 21    | (25)  | kiesett | 145      | 18.                      |

Női
| Versenyző     | Versenyszám     | Futam | Futam | Futam | Futam | Futam | Futam | Futam | Futam | Futam | Futam | Futam | Futam | Futam   | Pontszám | Helyezés |
| Versenyző     | Versenyszám     | 1     | 2     | 3     | 4     | 5     | 6     | 7     | 8     | 9     | 10    | 11    | 12    | É       | Pontszám | Helyezés |
| ------------- | --------------- | ----- | ----- | ----- | ----- | ----- | ----- | ----- | ----- | ----- | ----- | ----- | ----- | ------- | -------- | -------- |
| Érdi Mária    | Laser radial    | 19    | 18    | 16    | 16    | 2     | 17    | 14    | 11    | 15    | (25)  |       |       | kiesett | 128      | 13.      |
| Cholnoky Sára | Szörfvitorlázás | (27)  | 27    | 27    | 21    | 25    | 15    | 24    | 19    | 24    | 23    | 20    | 21    | kiesett | 246      | 25.      |

## Vívás
Kvótaszerzők
| Név                                                         | Versenyszám             | Kvótaszerzés dátuma | Kvótaszerzés helye      |
| Kreiss Fanni Kondricz Kata Lupkovics Dóra Pásztor Flóra     | női tőr, csapat         | 2020. február 23.   | világranglista-helyezés |
| Decsi Tamás Gémesi Csanád Szatmári András Szilágyi Áron     | férfi kard, csapat      | 2020. március 8.    | világranglista-helyezés |
| Battai Sugár Katinka Katona Renáta Márton Anna Pusztai Liza | női kard, csapat        | 2021. március 14.   | világranglista-helyezés |
| Siklósi Gergely                                             | férfi párbajtőr, egyéni | 2021. március 24.   | világranglista-helyezés |

Férfi
| Versenyző                                               | Versenyszám       | Selejtező         | 32-es főtábla              | Nyolcaddöntő                  | Negyeddöntő                                                                                        | Elődöntő                                                                               | Bronz- mérkőzés                                                            | Döntő                        | Helyezés                 |
| Versenyző                                               | Versenyszám       | Ellenfél Eredmény | Ellenfél Eredmény          | Ellenfél Eredmény             | Ellenfél Eredmény                                                                                  | Ellenfél Eredmény                                                                      | Ellenfél Eredmény                                                          | Ellenfél Eredmény            | Helyezés                 |
| ------------------------------------------------------- | ----------------- | ----------------- | -------------------------- | ----------------------------- | -------------------------------------------------------------------------------------------------- | -------------------------------------------------------------------------------------- | -------------------------------------------------------------------------- | ---------------------------- | ------------------------ |
| Siklósi Gergely                                         | Párbajtőr, egyéni | erőnyerő          | Dong Chao (CHN) · 15–9     | Houssam El Kord (MAR) · 15–13 | Pak Szangjong (Park Sang-yeong) (KOR) · 15–12                                                      | Andrea Santarelli (ITA) · 15–10                                                        |                                                                            | Romain Cannone (FRA) · 10–15 | 2. helyezett, ezüstérmes |
| Decsi Tamás                                             | Kard, egyéni      | erőnyerő          | Max Hartung (GER) · 8–15   | kiesett                       | kiesett                                                                                            | kiesett                                                                                | kiesett                                                                    | kiesett                      | 29.                      |
| Szatmári András                                         | Kard, egyéni      | erőnyerő          | Ali Pakdaman (IRI) · 12–15 | kiesett                       | kiesett                                                                                            | kiesett                                                                                | kiesett                                                                    | kiesett                      | 21.                      |
| Szilágyi Áron                                           | Kard, egyéni      | erőnyerő          | José Quintero (VEN) · 15–7 | Mojtaba Abedini (IRI) · 15–7  | Ali Pakdaman (IRI) · 15–6                                                                          | Sandro Bazadze (GEO) · 15–13                                                           |                                                                            | Luigi Samele (ITA) · 15–7    | 1. helyezett, aranyérmes |
| Decsi Tamás Szatmári András Szilágyi Áron Gémesi Csanád | Kard, csapat      |                   |                            | erőnyerő                      | Egyesült Államok (USA) · Eli Dershwitz · Daryl Homer · Andrew Mackiewicz · Khalil Thompson · 45–36 | Olaszország (ITA) · Enrico Berrè · Luca Curatoli · Luigi Samele · Aldo Montano · 43–45 | Németország (GER) · Max Hartung · Richard Hübers · Benedikt Wagner · 45–40 |                              | 3. helyezett, bronzérmes |

Női
| Versenyző                                                   | Versenyszám  | Selejtező                     | 32-es főtábla                    | Nyolcaddöntő                              | Negyeddöntő                                                                                                  | Elődöntő                                                                             | Bronz- mérkőzés                                                                                            | Döntő             | Helyezés |
| Versenyző                                                   | Versenyszám  | Ellenfél Eredmény             | Ellenfél Eredmény                | Ellenfél Eredmény                         | Ellenfél Eredmény                                                                                            | Ellenfél Eredmény                                                                    | Ellenfél Eredmény                                                                                          | Ellenfél Eredmény | Helyezés |
| ----------------------------------------------------------- | ------------ | ----------------------------- | -------------------------------- | ----------------------------------------- | --- | ------------------------------------------------------------------------------------ | --- | ----------------- | -------- |
| Kondricz Kata                                               | Tőr, egyéni  | erőnyerő                      | Alice Volpi (ITA) · 5–15         | kiesett                                   | kiesett | kiesett                                                                              | kiesett | kiesett           | 29.      |
| Kreiss Fanni                                                | Tőr, egyéni  | erőnyerő                      | Martina Batini (ITA) · 15–10     | Inna Gyeriglazova (ROC) · 10–15           | kiesett | kiesett                                                                              | kiesett | kiesett           | 15.      |
| Pásztor Flóra                                               | Tőr, egyéni  | Meriem Mebarki (ALG) · 15–8   | Ysaora Thibus (FRA) · 13–15      | kiesett                                   | kiesett | kiesett                                                                              | kiesett | kiesett           | 32.      |
| Katona Renáta                                               | Kard, egyéni | Yasmine Daghfous (TUN) · 15–6 | Szofja Velikaja (ROC) · 4–15     | kiesett                                   | kiesett | kiesett                                                                              | kiesett | kiesett           | 32.      |
| Márton Anna                                                 | Kard, egyéni | erőnyerő                      | Pérez Maurice (ARG) · 15–12      | Cshö Szujon (Choi Soo-yeon) (KOR) · 15–12 | Zaynab Dayibekova (UZB) · 15–11                                                                              | Szofja Velikaja (ROC) · 8–15                                                         | Manon Brunet (FRA) · 6–15                                                                                  |                   | 4.       |
| Pusztai Liza                                                | Kard, egyéni | erőnyerő                      | Amira Ben Chaabane (TUN) · 15–12 | Csien Csia-zsuj (CHN) · 10–15             | kiesett | kiesett                                                                              | kiesett | kiesett           | 9.       |
| Kondricz Kata Kreiss Fanni Pásztor Flóra Mohamed Aida       | Tőr, csapat  |                               |                                  |                                           | Olaszország (ITA) · Martina Batini · Arianna Errigo · Alice Volpi · 32–45                                    | 5–8. helyért · Kanada (CAN) · Alanna Goldie · Jessica Guo · Eleanor Harvey · 33–45   | 7–8. helyért · Egyiptom (EGY) · Mariam Elzoheiry · Yara El-Sharkawy · Noha Hussein · Noura Mohamed · 45–28 |                   | 7.       |
| Katona Renáta Márton Anna Pusztai Liza Battai Sugár Katinka | Kard, csapat |                               |                                  | erőnyerő                                  | Dél-Korea (KOR) · Kim Dzsijon (Kim Ji-yeon) · Jun Dzsiszu (Yoon Ji-su) · Cshö Szujon (Choi Soo-yeon) · 40–45 | 5–8. helyért · Japán (JPN) · Emura Miszaki · Fukusima Sihomi · Tamura Norika · 42–45 | 7–8. helyért · Kína (CHN) · Qian Jiarui · Shao Yaqi · Yang Hengyu · Guo Yiqi · 30–45                       |                   | 8.       |

## Vízilabda

### Férfi
Kvótaszerzők
| Név               | Versenyszám     | Kvótaszerzés dátuma | Kvótaszerzés helye                                 |
| Magyar válogatott | férfi vízilabda | 2020. január 24.    | Budapest, 2020-as férfi vízilabda-Európa-bajnokság |

Játékoskeret
| Magyar férfi vízilabdacsapat-játékoskeret | Magyar férfi vízilabdacsapat-játékoskeret | Magyar férfi vízilabdacsapat-játékoskeret | Magyar férfi vízilabdacsapat-játékoskeret | Magyar férfi vízilabdacsapat-játékoskeret | Magyar férfi vízilabdacsapat-játékoskeret |
| #                                         | Név                                       | Poszt                                     | Születési idő                             |                                           |                                           |
| ----------------------------------------- | ----------------------------------------- | ----------------------------------------- | ----------------------------------------- | ----------------------------------------- | ----------------------------------------- |
| 01                                        | Nagy Viktor                               | K                                         | 1984. július 24. (37 évesen)              |                                           |                                           |
| 13                                        | Vogel Soma                                | K                                         | 1997. július 7. (24 évesen)               |                                           |                                           |
| 02                                        | Angyal Dániel                             | M                                         | 1992. március 29. (29 évesen)             |                                           |                                           |
| 09                                        | Erdélyi Balázs                            | M                                         | 1990. február 16. (31 évesen)             |                                           |                                           |
| 12                                        | Hárai Balázs                              | M                                         | 1987. április 5. (34 évesen)              |                                           |                                           |
| 03                                        | Manhercz Krisztián                        | M                                         | 1997. február 6. (24 évesen)              |                                           |                                           |
| 06                                        | Hosnyánszky Norbert                       | M                                         | 1984. március 4. (37 évesen)              |                                           |                                           |
| 08                                        | Jansik Szilárd                            | M                                         | 1994. április 6. (27 évesen)              |                                           |                                           |
| 11                                        | Mezei Tamás                               | M                                         | 1990. szeptember 14. (30 évesen)          |                                           |                                           |
| 10                                        | Varga Dénes                               | M                                         | 1987. március 29. (34 évesen)             |                                           |                                           |
| 05                                        | Vámos Márton                              | M                                         | 1992. június 24. (29 évesen)              |                                           |                                           |
| 04                                        | Zalánki Gergő                             | M                                         | 1995. február 26. (26 évesen)             |                                           |                                           |
| 07                                        | Pásztor Mátyás                            | M                                         | 1987. február 20. (34 évesen)             |                                           |                                           |
| Szövetségi kapitány: Märcz Tamás          |                                           |                                           |                                           |                                           |                                           |

#### Eredmények
Csoportkör
A csoport
| Hely. | Csapat                        | M | Gy | D | V | G+ | G–  | Gk  | P | Továbbjutás |
| ----- | ----------------------------- | - | -- | - | - | -- | --- | --- | - | ----------- |
| 1.    | Görögország (GRE)             | 5 | 4  | 1 | 0 | 68 | 34  | +34 | 9 | Negyeddöntő |
| 2.    | Olaszország (ITA)             | 5 | 3  | 2 | 0 | 60 | 32  | +28 | 8 | Negyeddöntő |
| 3.    | Magyarország (HUN)            | 5 | 3  | 1 | 1 | 64 | 35  | +29 | 7 | Negyeddöntő |
| 4.    | Egyesült Államok (USA)        | 5 | 2  | 0 | 3 | 59 | 53  | +6  | 4 | Negyeddöntő |
| 5.    | Japán (JPN) (R)               | 5 | 1  | 0 | 4 | 65 | 66  | −1  | 2 |             |
| 6.    | Dél-afrikai Köztársaság (RSA) | 5 | 0  | 0 | 5 | 20 | 116 | −96 | 0 |             |

| 2021. július 25. 11:30 (4:30) | Magyarország (HUN)   | 9–10        | Görögország (GRE) | Tokyo Tatsumi International Swimming Center Játékvezetők: Michiel Zwart (NED), Vojin Putniković (SRB) |
| 2021. július 25. 11:30 (4:30) | (3–2, 3–4, 2–3, 1–1) |             |                   | Tokyo Tatsumi International Swimming Center Játékvezetők: Michiel Zwart (NED), Vojin Putniković (SRB) |
| 2021. július 25. 11:30 (4:30) | Erdélyi, Varga 3     | Jegyzőkönyv | Fundúlisz 3       | Tokyo Tatsumi International Swimming Center Játékvezetők: Michiel Zwart (NED), Vojin Putniković (SRB) |

| 2021. július 27. 18:20 (11:20) | Japán (JPN)          | 11–16       | Magyarország (HUN) | Tokyo Tatsumi International Swimming Center Játékvezetők: Michiel Zwart (NED), Nenad Periš (CRO) |
| 2021. július 27. 18:20 (11:20) | (3–4, 5–4, 2–5, 1–3) |             |                    | Tokyo Tatsumi International Swimming Center Játékvezetők: Michiel Zwart (NED), Nenad Periš (CRO) |
| 2021. július 27. 18:20 (11:20) | Inaba, Ókava 3       | Jegyzőkönyv | Zalánki 4          | Tokyo Tatsumi International Swimming Center Játékvezetők: Michiel Zwart (NED), Nenad Periš (CRO) |

| 2021. július 29. 10:00 (3:00) | Magyarország (HUN)   | 23–1        | Dél-afrikai Köztársaság (RSA) | Tokyo Tatsumi International Swimming Center Játékvezetők: Daniel Daners (URU), Germán Moller (ARG) |
| 2021. július 29. 10:00 (3:00) | (4–0, 5–0, 8–0, 6–1) |             |                               | Tokyo Tatsumi International Swimming Center Játékvezetők: Daniel Daners (URU), Germán Moller (ARG) |
| 2021. július 29. 10:00 (3:00) | Manhercz 5           | Jegyzőkönyv | Rodda 1                       | Tokyo Tatsumi International Swimming Center Játékvezetők: Daniel Daners (URU), Germán Moller (ARG) |

| 2021. július 31. 14:00 (7:00) | Egyesült Államok (USA) | 8–11        | Magyarország (HUN) | Tokyo Tatsumi International Swimming Center Játékvezetők: Xevi Buch (ESP), Arkadii Voevodin (RUS) |
| 2021. július 31. 14:00 (7:00) | (1–2, 3–3, 0–3, 4–3)   |             |                    | Tokyo Tatsumi International Swimming Center Játékvezetők: Xevi Buch (ESP), Arkadii Voevodin (RUS) |
| 2021. július 31. 14:00 (7:00) | Bowen, Hallock 2       | Jegyzőkönyv | Manhercz 3         | Tokyo Tatsumi International Swimming Center Játékvezetők: Xevi Buch (ESP), Arkadii Voevodin (RUS) |

| 2021. augusztus 2. 10:00 (3:00) | Magyarország (HUN)   | 5–5         | Olaszország (ITA) | Tokyo Tatsumi International Swimming Center Játékvezetők: Xevi Buch (ESP), Arkadii Voevodin (RUS) |
| 2021. augusztus 2. 10:00 (3:00) | (2–1, 2–1, 1–1, 0–2) |             |                   | Tokyo Tatsumi International Swimming Center Játékvezetők: Xevi Buch (ESP), Arkadii Voevodin (RUS) |
| 2021. augusztus 2. 10:00 (3:00) | Varga 3              | Jegyzőkönyv | Figlioli 2        | Tokyo Tatsumi International Swimming Center Játékvezetők: Xevi Buch (ESP), Arkadii Voevodin (RUS) |

Negyeddöntő
| 2021. augusztus 4. 19:50 (12:50) | Magyarország (HUN)   | 15–11       | Horvátország (CRO) | Tokyo Tatsumi International Swimming Center Játékvezetők: Sébastien Dervieux (FRA), Frank Ohme (GER) |
| 2021. augusztus 4. 19:50 (12:50) | (2–3, 5–2, 4–3, 4–3) |             |                    | Tokyo Tatsumi International Swimming Center Játékvezetők: Sébastien Dervieux (FRA), Frank Ohme (GER) |
| 2021. augusztus 4. 19:50 (12:50) | Manhercz 7           | Jegyzőkönyv | Bukić 4            | Tokyo Tatsumi International Swimming Center Játékvezetők: Sébastien Dervieux (FRA), Frank Ohme (GER) |

Elődöntő
| 2021. augusztus 6. 15:30 (8:30) | Görögország (GRE)    | 9–6         | Magyarország (HUN) | Tokyo Tatsumi International Swimming Center Játékvezetők: Michael Goldenberg (USA), Arkadii Voevodin (RUS) |
| 2021. augusztus 6. 15:30 (8:30) | (2–1, 1–1, 2–2, 4–2) |             |                    | Tokyo Tatsumi International Swimming Center Játékvezetők: Michael Goldenberg (USA), Arkadii Voevodin (RUS) |
| 2021. augusztus 6. 15:30 (8:30) | Arjirópulosz 4       | Jegyzőkönyv | Manhercz 2         | Tokyo Tatsumi International Swimming Center Játékvezetők: Michael Goldenberg (USA), Arkadii Voevodin (RUS) |

Bronzmérkőzés
| 2021. augusztus 8. 13:40 (6:40) | Magyarország (HUN)   | 9–5         | Spanyolország (ESP) | Tokyo Tatsumi International Swimming Center Játékvezetők: Arkadiy Voevodin (RUS), Georgios Stavridis (GRE) |
| 2021. augusztus 8. 13:40 (6:40) | (3–3, 2–2, 1–0, 3–0) |             |                     | Tokyo Tatsumi International Swimming Center Játékvezetők: Arkadiy Voevodin (RUS), Georgios Stavridis (GRE) |
| 2021. augusztus 8. 13:40 (6:40) | Vámos 2              | Jegyzőkönyv | Munárriz 2          | Tokyo Tatsumi International Swimming Center Játékvezetők: Arkadiy Voevodin (RUS), Georgios Stavridis (GRE) |

| Csapat             | Helyezés                 |
| ------------------ | ------------------------ |
| Magyarország (HUN) | 3. helyezett, bronzérmes |

### Női
Kvótaszerzők
| Név               | Versenyszám   | Kvótaszerzés dátuma | Kvótaszerzés helye              |
| Magyar válogatott | női vízilabda | 2021. január 23.    | Trieszt, női olimpiai selejtező |

Játékoskeret
| Magyar női vízilabdacsapat-játékoskeret | Magyar női vízilabdacsapat-játékoskeret | Magyar női vízilabdacsapat-játékoskeret | Magyar női vízilabdacsapat-játékoskeret | Magyar női vízilabdacsapat-játékoskeret | Magyar női vízilabdacsapat-játékoskeret |
| #                                       | Név                                     | Poszt                                   | Születési idő                           |                                         |                                         |
| --------------------------------------- | --------------------------------------- | --------------------------------------- | --------------------------------------- | --------------------------------------- | --------------------------------------- |
| 01                                      | Gangl Edina                             | K                                       | 1990. június 25. (31 évesen)            |                                         |                                         |
| 13                                      | Magyari Alda                            | K                                       | 2000. október 19. (20 évesen)           |                                         |                                         |
| 12                                      | Garda Krisztina                         | M                                       | 1994. július 16. (27 évesen)            |                                         |                                         |
| 04                                      | Gurisatti Gréta                         | M                                       | 1996. május 14. (25 évesen)             |                                         |                                         |
| 02                                      | Szilágyi Dorottya                       | M                                       | 1996. november 10. (24 évesen)          |                                         |                                         |
| 08                                      | Keszthelyi Rita                         | M                                       | 1991. december 10. (29 évesen)          |                                         |                                         |
| 06                                      | Parkes Rebecca                          | M                                       | 1994. augusztus 16. (26 évesen)         |                                         |                                         |
| 11                                      | Rybanska Natasa                         | M                                       | 2000. április 10. (21 évesen)           |                                         |                                         |
| 05                                      | Szűcs Gabriella                         | M                                       | 1988. március 7. (33 évesen)            |                                         |                                         |
| 10                                      | Gyöngyössy Anikó                        | M                                       | 1990. május 21. (31 évesen)             |                                         |                                         |
| 09                                      | Leimeter Dóra                           | M                                       | 1996. május 8. (25 évesen)              |                                         |                                         |
| 07                                      | Illés Anna                              | M                                       | 1994. február 21. (27 évesen)           |                                         |                                         |
| 03                                      | Vályi Vanda                             | M                                       | 1999. augusztus 13. (21 évesen)         |                                         |                                         |
| Szövetségi kapitány: Bíró Attila        |                                         |                                         |                                         |                                         |                                         |

#### Eredmények
Csoportkör
B csoport
| Hely. | Csapat                                       | M | Gy | D | V | G+ | G– | Gk  | P | Továbbjutás |
| ----- | -------------------------------------------- | - | -- | - | - | -- | -- | --- | - | ----------- |
| 1.    | Egyesült Államok (USA)                       | 4 | 3  | 0 | 1 | 64 | 26 | +38 | 6 | Negyeddöntő |
| 2.    | Magyarország (HUN)                           | 4 | 2  | 1 | 1 | 46 | 43 | +3  | 5 | Negyeddöntő |
| 3.    | Az Orosz Olimpiai Bizottság versenyzői (ROC) | 4 | 2  | 1 | 1 | 53 | 61 | −8  | 5 | Negyeddöntő |
| 4.    | Kína (CHN)                                   | 4 | 2  | 0 | 2 | 51 | 50 | +1  | 4 | Negyeddöntő |
| 5.    | Japán (JPN) (R)                              | 4 | 0  | 0 | 4 | 44 | 78 | −34 | 0 |             |

1. 1 2  Orosz Olimpiai Bizottság versenyzői 10–10 Magyarország

| 2021. július 26. 15:30 (8:30) | Az Orosz Olimpiai Bizottság versenyzői (ROC) | 10–10       | Magyarország (HUN)   | Tokyo Tatsumi International Swimming Center Játékvezetők: Sébastien Dervieux (FRA), Xevi Buch (ESP) |
| 2021. július 26. 15:30 (8:30) | (1–2, 3–5, 3–1, 3–2)                         |             |                      | Tokyo Tatsumi International Swimming Center Játékvezetők: Sébastien Dervieux (FRA), Xevi Buch (ESP) |
| 2021. július 26. 15:30 (8:30) | Prokofjeva 4                                 | Jegyzőkönyv | Leimeter, Szilágyi 2 | Tokyo Tatsumi International Swimming Center Játékvezetők: Sébastien Dervieux (FRA), Xevi Buch (ESP) |

| 2021. július 28. 7:00 (14:00) | Magyarország (HUN)   | 10–9        | Egyesült Államok (USA) | Tokyo Tatsumi International Swimming Center Játékvezetők: Nenad Periš (CRO), Xevi Buch (ESP) |
| 2021. július 28. 7:00 (14:00) | (2–2, 3–3, 1–3, 4–1) |             |                        | Tokyo Tatsumi International Swimming Center Játékvezetők: Nenad Periš (CRO), Xevi Buch (ESP) |
| 2021. július 28. 7:00 (14:00) | Parkes 3             | Jegyzőkönyv | Musselman 3            | Tokyo Tatsumi International Swimming Center Játékvezetők: Nenad Periš (CRO), Xevi Buch (ESP) |

| 2021. július 30. 18:20 (11:20) | Japán (JPN)          | 13–17       | Magyarország (HUN) | Tokyo Tatsumi International Swimming Center Játékvezetők: Adrian Alexandrescu (ROU), Vojin Putniković (SRB) |
| 2021. július 30. 18:20 (11:20) | (4–3, 3–4, 3–5, 3–5) |             |                    | Tokyo Tatsumi International Swimming Center Játékvezetők: Adrian Alexandrescu (ROU), Vojin Putniković (SRB) |
| 2021. július 30. 18:20 (11:20) | Arima, Inaba 4       | Jegyzőkönyv | Parkes 6           | Tokyo Tatsumi International Swimming Center Játékvezetők: Adrian Alexandrescu (ROU), Vojin Putniković (SRB) |

| 2021. augusztus 1. 14:00 (7:00) | Magyarország (HUN)   | 9–11        | Kína (CHN)     | Tokyo Tatsumi International Swimming Center Játékvezetők: Viktor Salnichenko (KAZ), Frank Ohme (GER) |
| 2021. augusztus 1. 14:00 (7:00) | (1–4, 1–3, 2–1, 5–3) |             |                | Tokyo Tatsumi International Swimming Center Játékvezetők: Viktor Salnichenko (KAZ), Frank Ohme (GER) |
| 2021. augusztus 1. 14:00 (7:00) | Gurisatti 4          | Jegyzőkönyv | négy játékos 2 | Tokyo Tatsumi International Swimming Center Játékvezetők: Viktor Salnichenko (KAZ), Frank Ohme (GER) |

Negyeddöntő
| 2021. augusztus 3. 18:20 (11:20) | Hollandia (NED)      | 11–14       | Magyarország (HUN) | Tokyo Tatsumi International Swimming Center Játékvezetők: Nenad Periš (CRO), Alessandro Severo (ITA) |
| 2021. augusztus 3. 18:20 (11:20) | (3–4, 4–4, 2–2, 2–4) |             |                    | Tokyo Tatsumi International Swimming Center Játékvezetők: Nenad Periš (CRO), Alessandro Severo (ITA) |
| 2021. augusztus 3. 18:20 (11:20) | Van der Kraats 4     | Jegyzőkönyv | Leimeter 4         | Tokyo Tatsumi International Swimming Center Játékvezetők: Nenad Periš (CRO), Alessandro Severo (ITA) |

Elődöntő
| 2021. augusztus 5. 19:50 (12:50) | Spanyolország (ESP)  | 8–6         | Magyarország (HUN) | Tokyo Tatsumi International Swimming Center Játékvezetők: Nenad Periš (CRO), Vojin Putniković (SRB) |
| 2021. augusztus 5. 19:50 (12:50) | (2–0, 3–2, 3–2, 0–2) |             |                    | Tokyo Tatsumi International Swimming Center Játékvezetők: Nenad Periš (CRO), Vojin Putniković (SRB) |
| 2021. augusztus 5. 19:50 (12:50) | A. Espar 3           | Jegyzőkönyv | Szilágyi 3         | Tokyo Tatsumi International Swimming Center Játékvezetők: Nenad Periš (CRO), Vojin Putniković (SRB) |

Bronzmérkőzés
| 2021. augusztus 7. 13:40 (6:40) | Magyarország (HUN)   | 11–9        | Az Orosz Olimpiai Bizottság versenyzői (ROC) | Tokyo Tatsumi International Swimming Center Játékvezetők: Georgios Stavridis (GRE), Frank Ohme (GER) |
| 2021. augusztus 7. 13:40 (6:40) | (2–2, 5–3, 0–3, 4–1) |             |                                              | Tokyo Tatsumi International Swimming Center Játékvezetők: Georgios Stavridis (GRE), Frank Ohme (GER) |
| 2021. augusztus 7. 13:40 (6:40) | Vályi 3              | Jegyzőkönyv | három játékos 2                              | Tokyo Tatsumi International Swimming Center Játékvezetők: Georgios Stavridis (GRE), Frank Ohme (GER) |

| Csapat             | Helyezés                 |
| ------------------ | ------------------------ |
| Magyarország (HUN) | 3. helyezett, bronzérmes |